# Scharnier

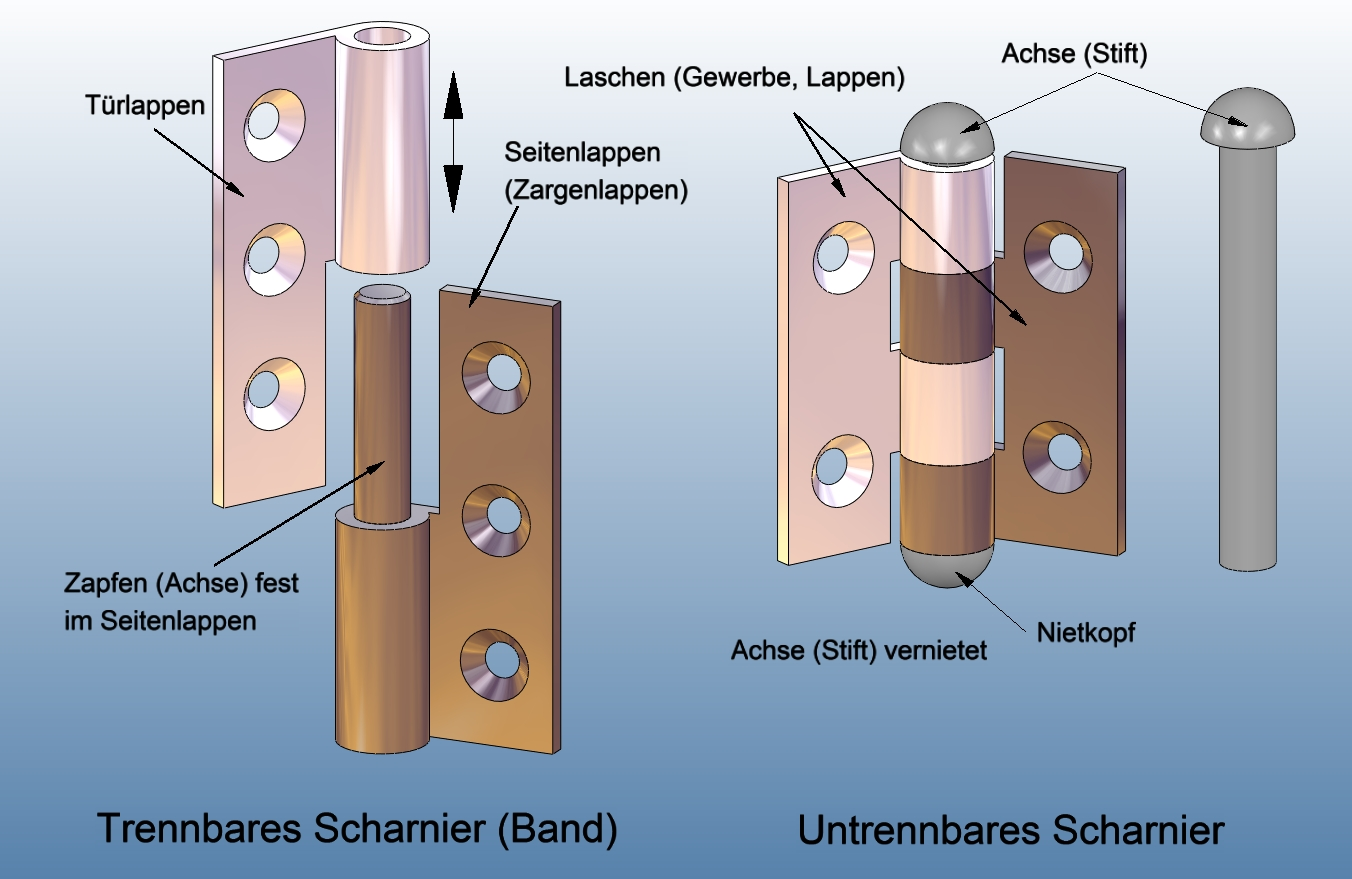
Trennbares und untrennbares Scharnier

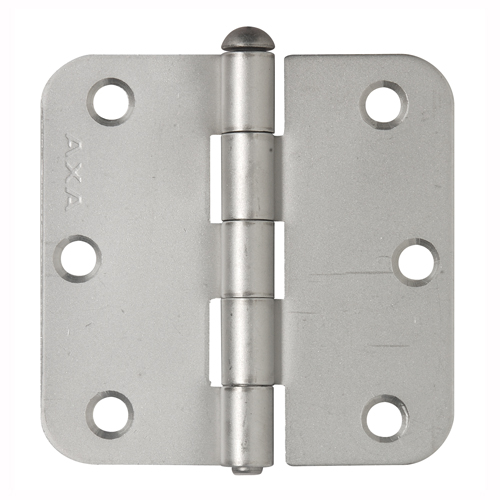
Trennbares Scharnier (der Stift kann nach oben herausgezogen werden)

Ein Scharnier ist ein drehbares Gelenk (Freiheitsgrad f=1), das insbesondere als Beschlag von einfachen Klappen an Möbeln und Behältern verwendet wird. Scharniere an Türen, Fenstern und Kisten werden auch als Bänder oder Angeln bezeichnet.
Neben Eingelenkscharnieren, bei denen sich die mit ihnen verbundenen Teile (Türen, Klappen usw.) auf Kreisbahnen um eine feste Achse (z. B. am Türrahmen befestigt) bewegen, werden auch Mehrgelenkscharniere angewendet. Dabei handelt es sich prinzipiell um Koppelgetriebe (Führungsgetriebe). Diese weisen mehrere Achsen (Gelenke) auf. Es lassen sich so für den jeweiligen Zweck geeignete Bahnkurven realisieren, die ggf. von Kreisbahnen abweichen.
Eingelenkscharniere können trennbar oder untrennbar ausgeführt sein (siehe Bild). Ursprünglich waren dafür die Bezeichnungen Band (trennbar) und Scharnier (untrennbar) üblich. Durch die Entwicklung verschiedener neuer Bauformen trifft diese Einteilung heute vielfach nicht mehr zu.

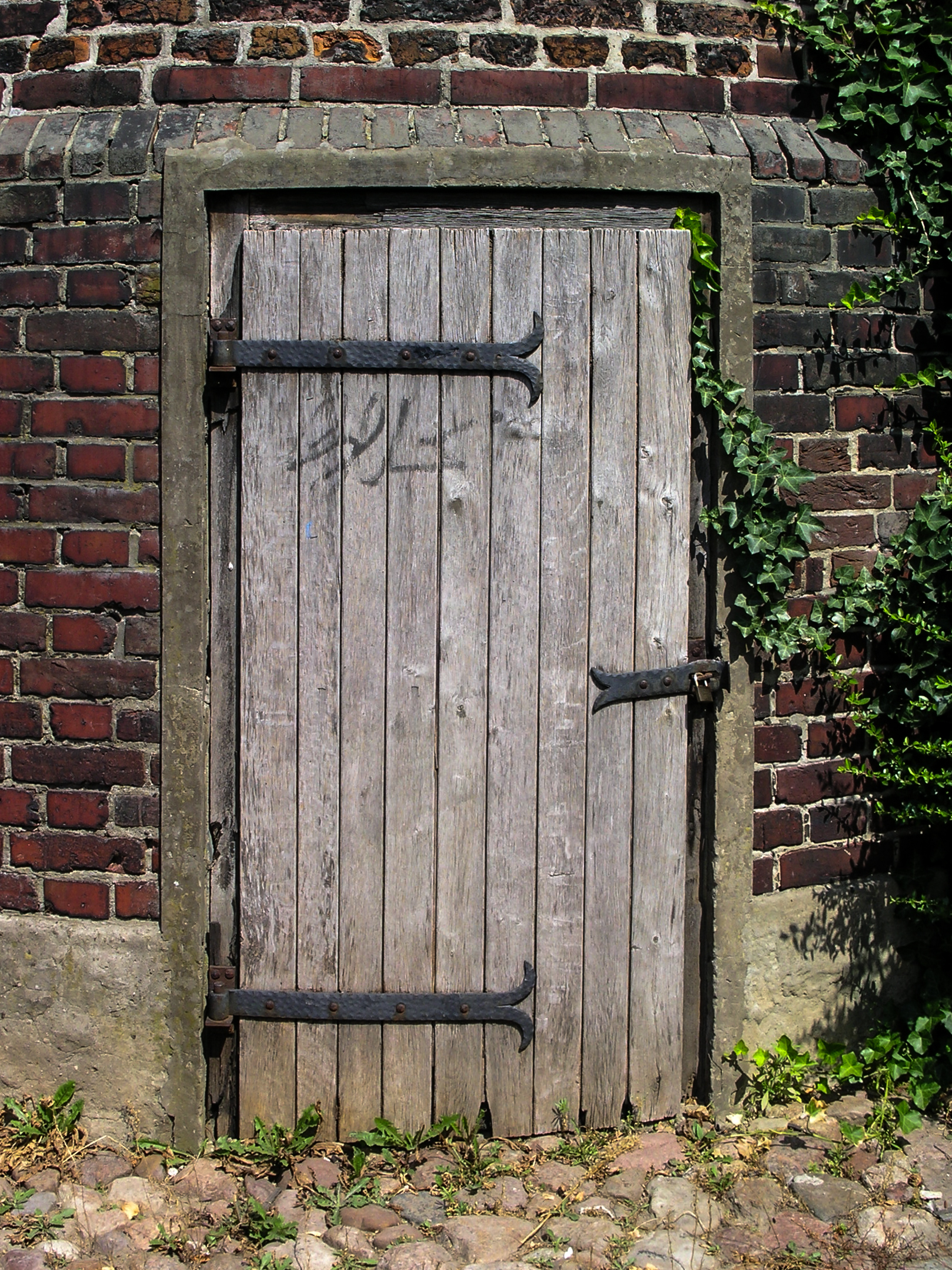
Eine einfache Tür mit zwei Türbändern, die das Türblatt stabilisieren und mit der Zarge verbinden. Ein Ende der Bänder wurde vom Schmied dekorativ aufgebogen, das andere zu einer Rolle geformt.

Auch die Benennung der Einzelteile wird nicht einheitlich gehandhabt (Laschen, Gewerbe, Lappen, Bolzen, Stifte, Zapfen, Rollen, Buchsen usw.).
Einfache Scharniere werden i. d. R. aus zwei Blechstreifen gefertigt, indem jeweils eine Seite zu einer oder mehreren zylindrischen Rollen umgebogen (gerollt) wird. Die Rollen werden so nebeneinander positioniert, dass ein Stift durch das Zentrum der Rollen gesteckt werden kann. Der Stift dient als Achse, um welche sich die Flügel des Scharniers drehen. Platz- und materialsparende Scharniere werden aus dünnem Blech gefertigt und besitzen mehrere nebeneinanderliegende Rollen (siehe auch Klavierband  und Laschenscharnier). Anstelle von Rollen werden auch Ösen verwendet, die sich um die Stiftachse drehen.

## Begriff
Das Wort „Scharnier“ wurde im 18. Jahrhundert aus dem Französischen entlehnt. Französisch charnière „Scharnier(gelenk)“ geht seinerseits zurück auf Lateinisch cardo „Türangel, Wendepunkt“, von dem auch das Wort kardinal „grundlegend“ abstammt.

### ScharnieroderBand
Die Begriffe Band und Scharnier werden häufig synonym verwendet. Die Bevorzugung eines der Begriffe in bestimmten Zusammenhängen hat historische Gründe.
Bänder werden traditionell aus Stahlbändern hergestellt und an einem Bolzen oder dem Zapfen einer Angel drehbar befestigt. Scharniere wurden traditionell oft aus Stahlblech gefertigt und besaßen zwei zueinander ähnliche Teile (Bandlaschen), von denen eines fest montiert wurde, während sich das andere auf der gemeinsamen Achse darum bewegen konnte. Die DIN EN 1527 Schlösser und Baubeschläge – Beschläge für Schiebetüren und Falttüren – Anforderungen und Prüfverfahren verwendet den Begriff Scharnier speziell als Beschlag, der zwei Falttüren miteinander verbindet, während Türen ansonsten an Türbändern aufgehängt werden.
Besonders lange Möbelscharniere werden aus Blechbändern gefertigt. Da sie unter anderem verwendet werden, um die Klappe über der Tastatur von Klavieren zu befestigen, werden sie häufig als Klavierband bezeichnet (siehe Stangenscharniere).
Hölzerne Klappen und Deckel sowie Türblätter und Fensterläden aus Brettern oder Kanteln wurden traditionell zur Stabilisierung häufig mit eisernen Bändern belegt (beschlagen). Diese wurden zugleich auch zur beweglichen Aufhängung der Elemente genutzt, indem die Bänder am Ende zu einer Rolle gebogen wurden. Scharniere an Türen, Fenstern und Klappen werden daher auch heute noch als Bänder bezeichnet. Der Zapfen, der an der Türzarge befestigt wird, um das Band zu tragen, wird auch als Angel oder Kloben bezeichnet.

## Ausführungen

### Profilscharniere
Profilscharniere sind robuste Scharniere mit hoher Traglast. Sie werden vielfach im Fahrzeugbau, Schaltschrankbau und ähnlichen Bereichen eingesetzt.

### Türscharniere
Türscharniere bestehen gewöhnlich aus einer Achse und mindestens zwei Buchsen bzw. Rollen. Zur Befestigung der Scharniere am Türflügel mit Schrauben oder Nägeln sind sie mit gelochten Blechen bzw. Bändern verbunden. An Stahltüren werden die Buchsen auch angeschweißt. Die Seite der Tür, an der sich das Türscharnier befindet, wird Bandseite oder Scharnierseite genannt.
Moderne Türscharniere sind z. B. Einbohrbänder und Kreuzscharniere (siehe unten).

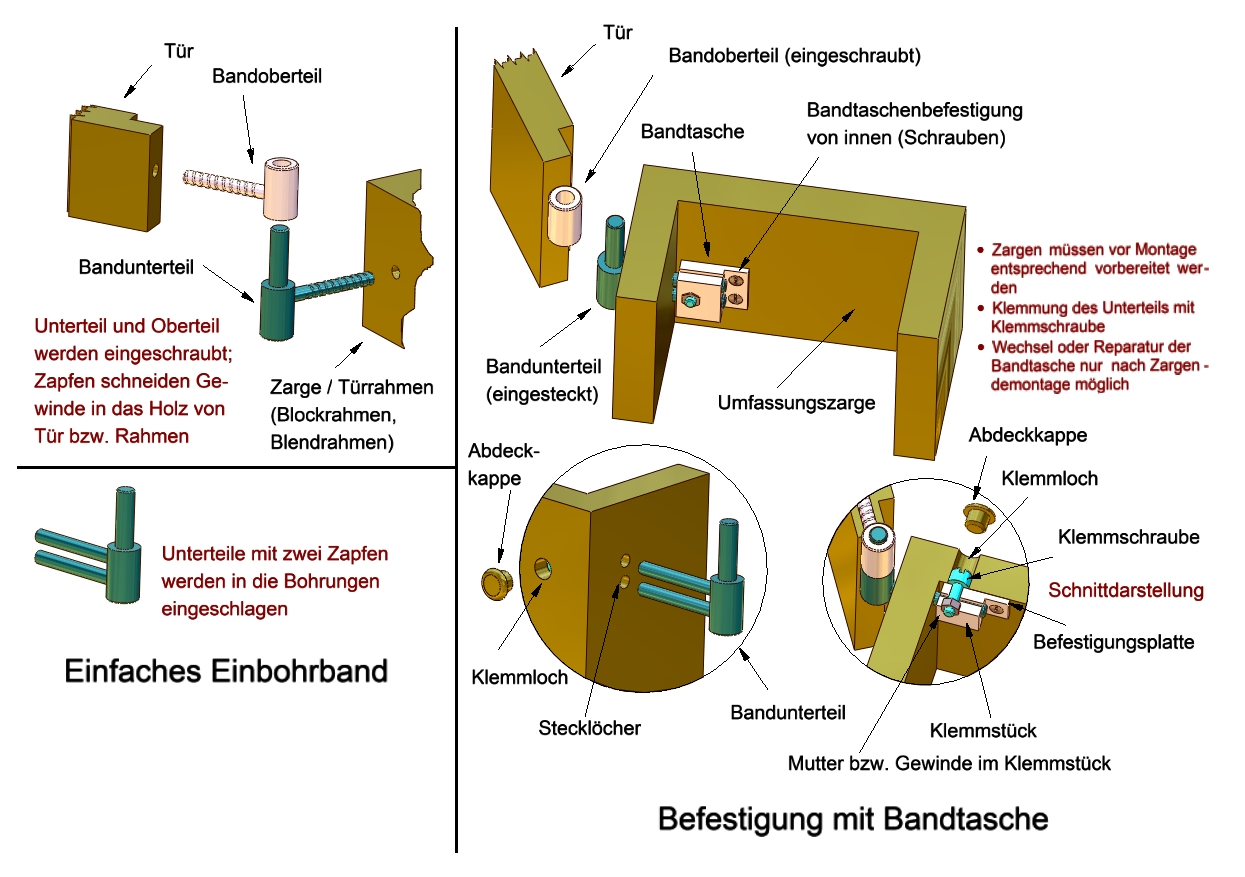
Einbohrband (Prinzip)
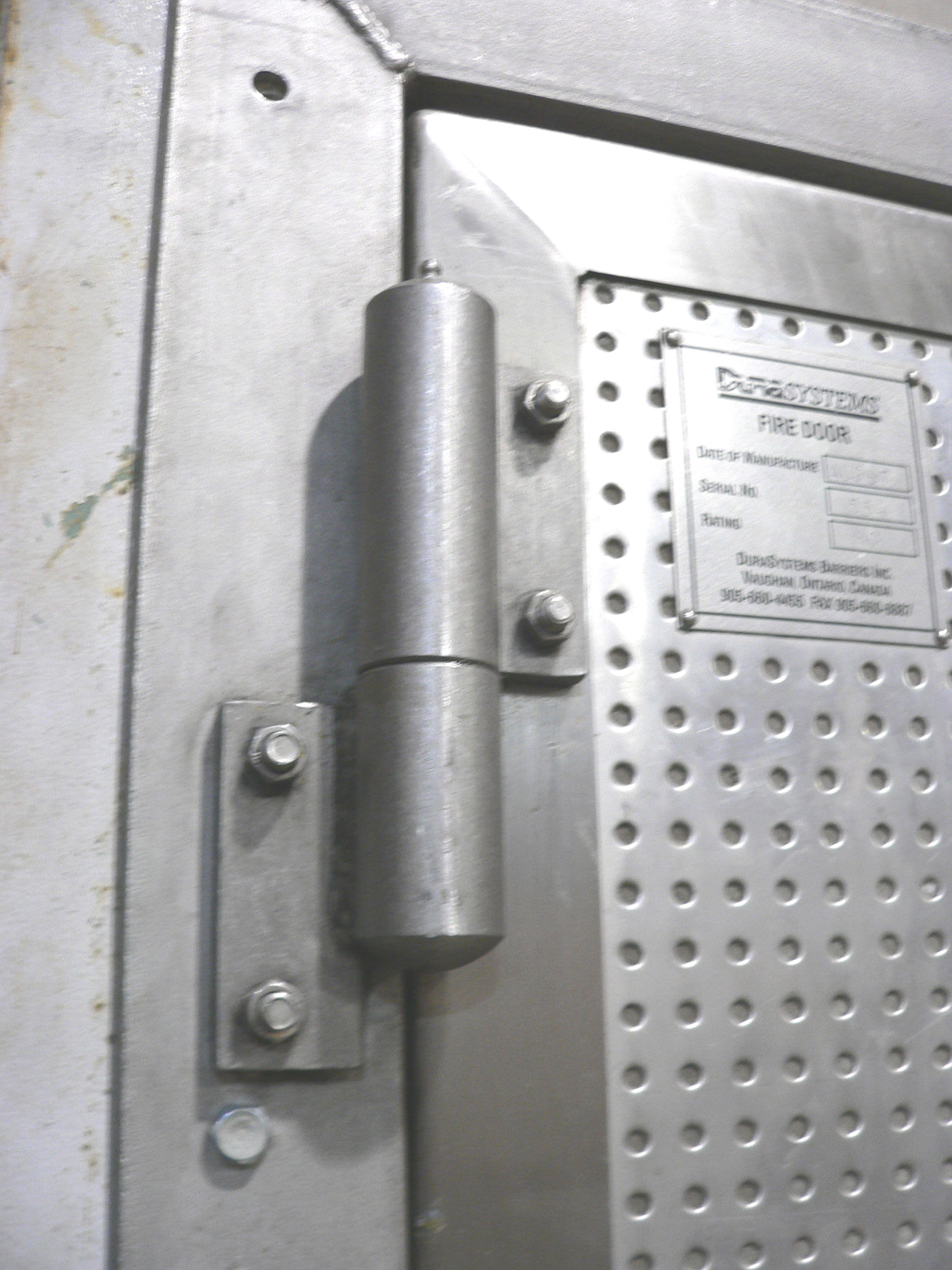
Schweres Türband an einem Türflügel aus Stahl
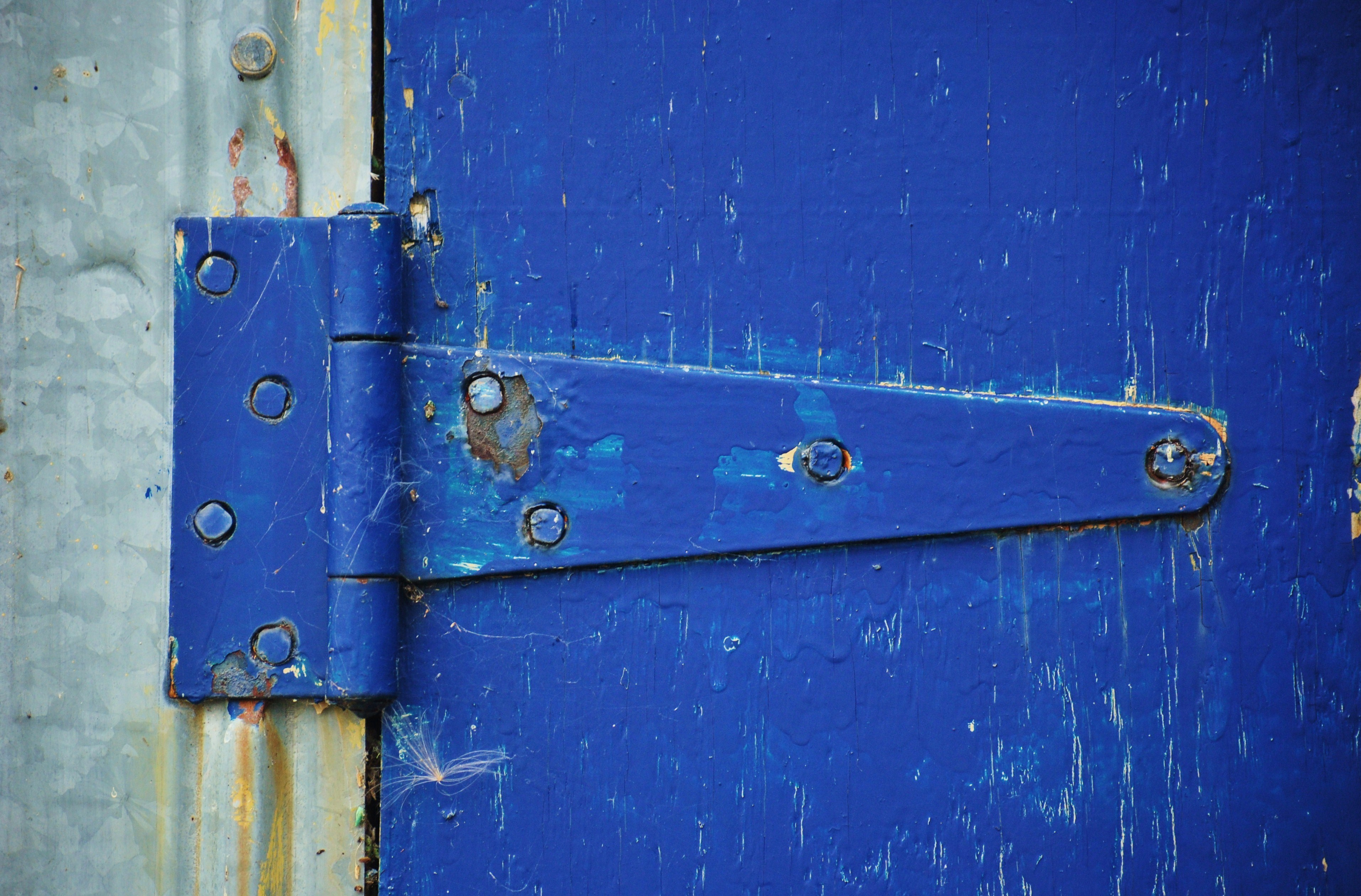
Einfaches Türband zur Befestigung des Deckels einer Kiste
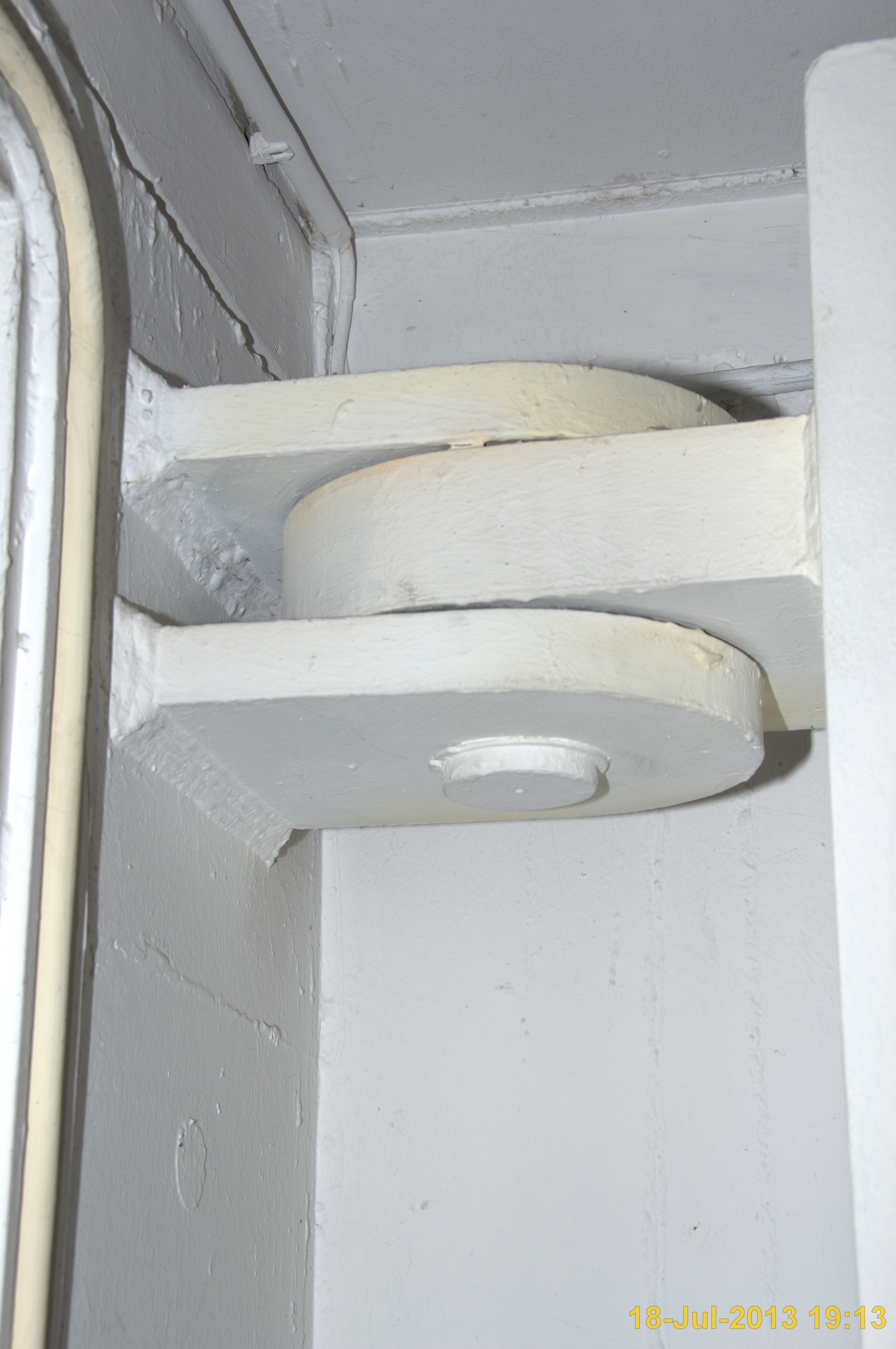
Anschweißband einer schweren Lukentür auf einem Schiff

### Klappen- und Möbelscharniere
Ein Möbelscharnier oder Möbelband ist ein Drehgelenk, durch das eine Möbeltür am Korpus befestigt wird.
Der Anschlag gibt an, wo eine Tür am Korpus mit Scharnieren befestigt ist:
- Beim aufliegender bzw. Eckanschlag liegt die Drehachse der Türbefestigung an der Außenkante der Seitenwange des Korpus.
- Beim einliegenden bzw. Innenanschlag liegt das Türblatt innerhalb des Korpus, so dass die Kanten der Seitenwangen sowie der obenliegenden Deckplatte und der unteren Fußplatte sichtbar bleiben.
- Beim überfälzten Anschlag wird in Türblatt oder Korpus ein Falz geschnitten, so dass das Türblatt sowohl innen, als auch außen des Korpus liegt.
- Beim Mittenwand- oder Zwillingsanschlag werden zwei gegenläufig öffnende Türen an einer den Korpus teilenden Mittelwand angeschlagen.

Dabei ist noch zwischen linkem und rechtem Anschlag zu unterscheiden (je nach Öffnungssinn der Tür beim Blick auf das Türblatt, siehe Öffnungsrichtung von Türen).
Es gibt verschiedene Anschlagsarten („aufliegend“ usw.; siehe Bild). Die dafür notwendigen Scharnierformen werden durch ihre Kröpfung gekennzeichnet (Buchstaben A, B, C, D und L). Einfache („gerade“) Scharniere oder Bänder sind solche der Kröpfung A.
Neben den unten beschriebenen Topfscharnieren und Mehrgelenkscharnieren gibt es verschiedene Spezialscharniere: Winkelscharnier, Weitwinkelscharnier, Alu-Rahmen-Scharnier, Null-Einsprung-Scharnier, Stollenscharnier (um 3 mm erhöhte Grundplatte), Glastürscharnier (26-mm-Topfbohrung), Cristalloscharnier (zum Kleben) usw.

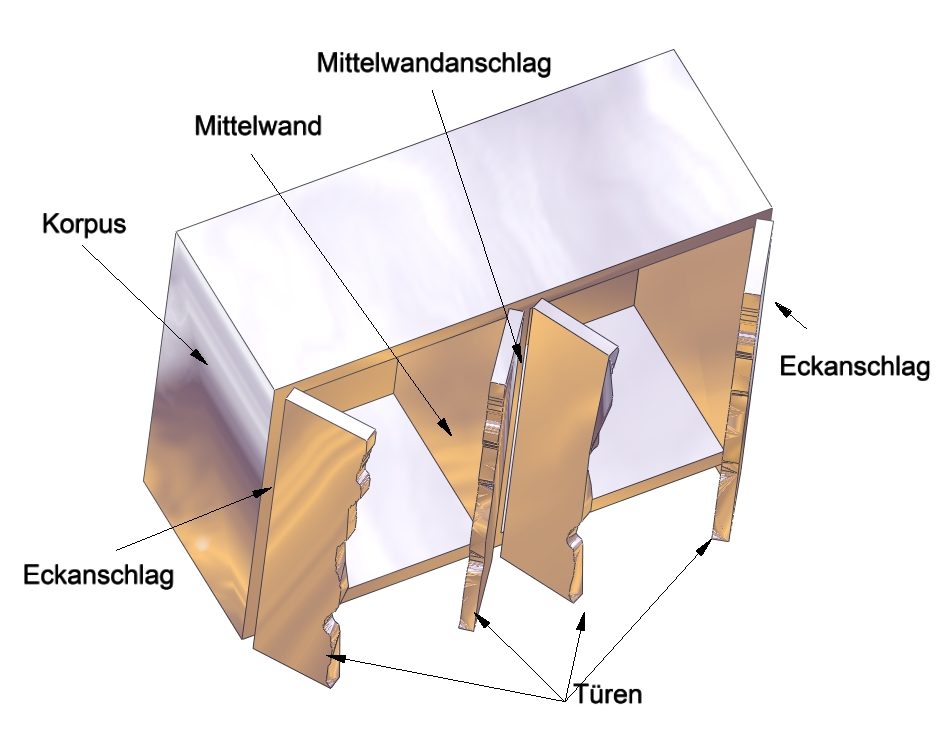
Türanschlag
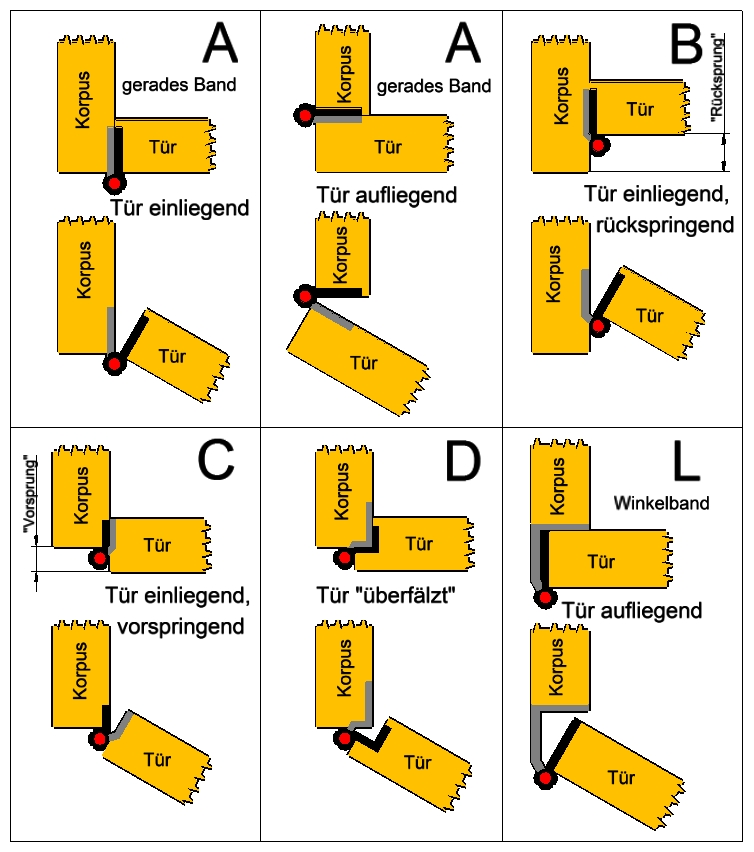
Anschlagsarten und Scharnierformen (Kröpfung)

### Einfache Scharniere (gerollte Scharniere)
Ein gerolltes Scharnier besteht aus zwei Teilen, den Gewerben, die (meist) unlösbar mit einem Stift verbunden sind. Häufig ist dieser Stift vernietet. Als Material für die Gewerbe wird Stahl, Edelstahl oder Messing verwendet. Sie weisen die Kröpfung A (gerade) auf.

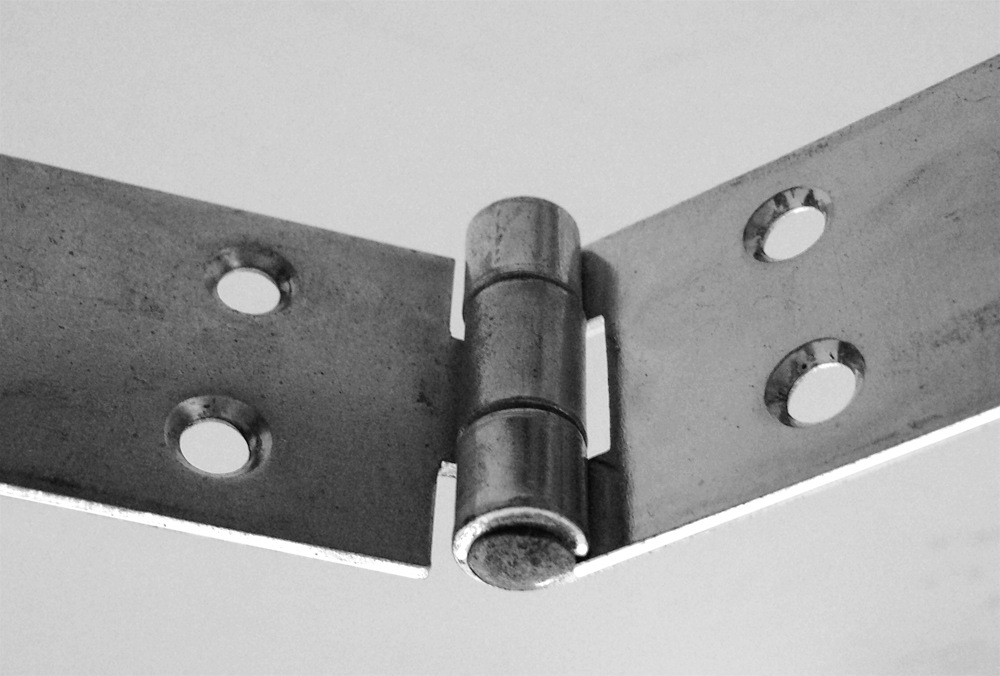
Einfaches oder gerolltes Scharnier
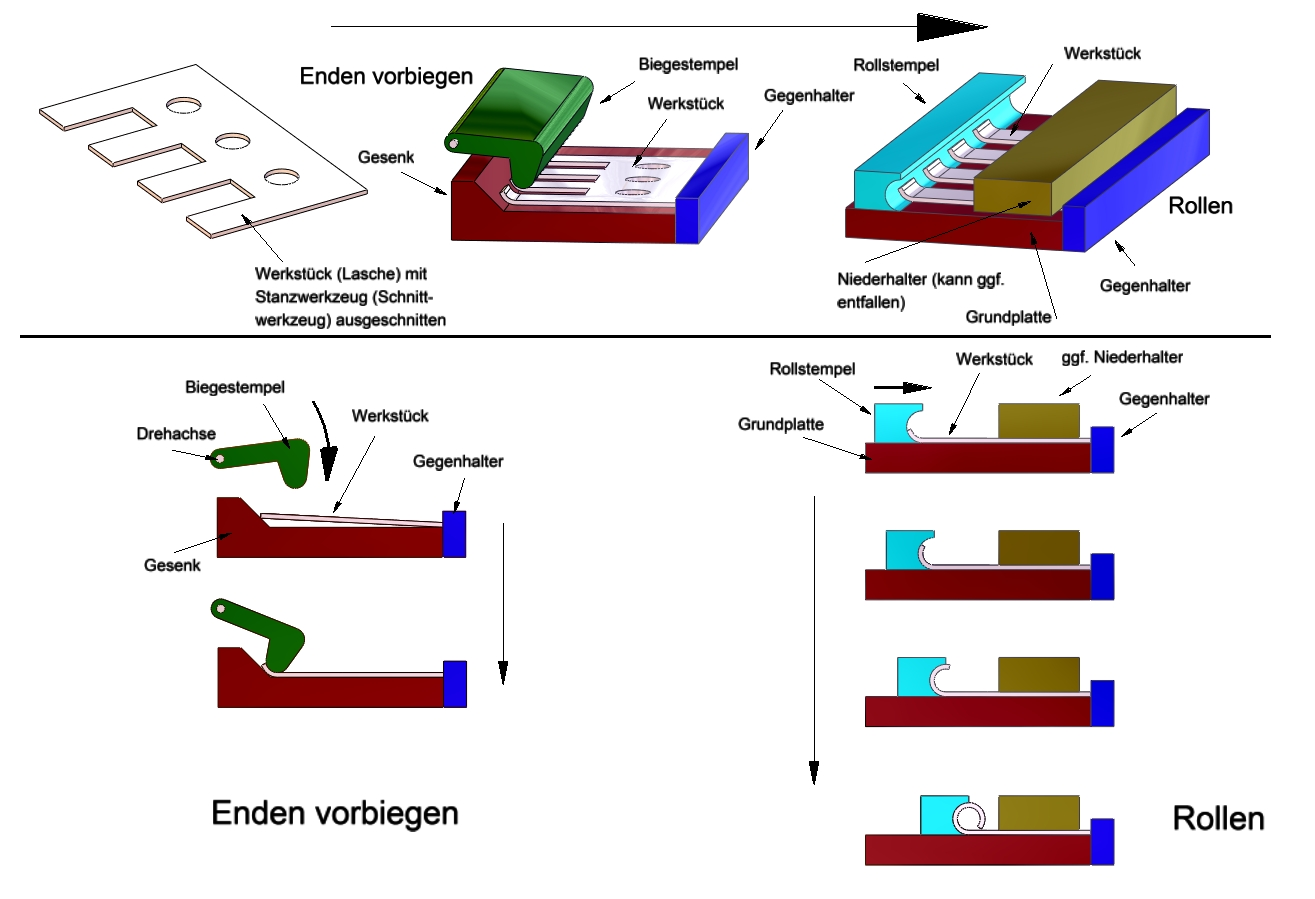
Prinzip des Scharnierrollens (die Fertigung erfolgt weitgehend automatisch[5])

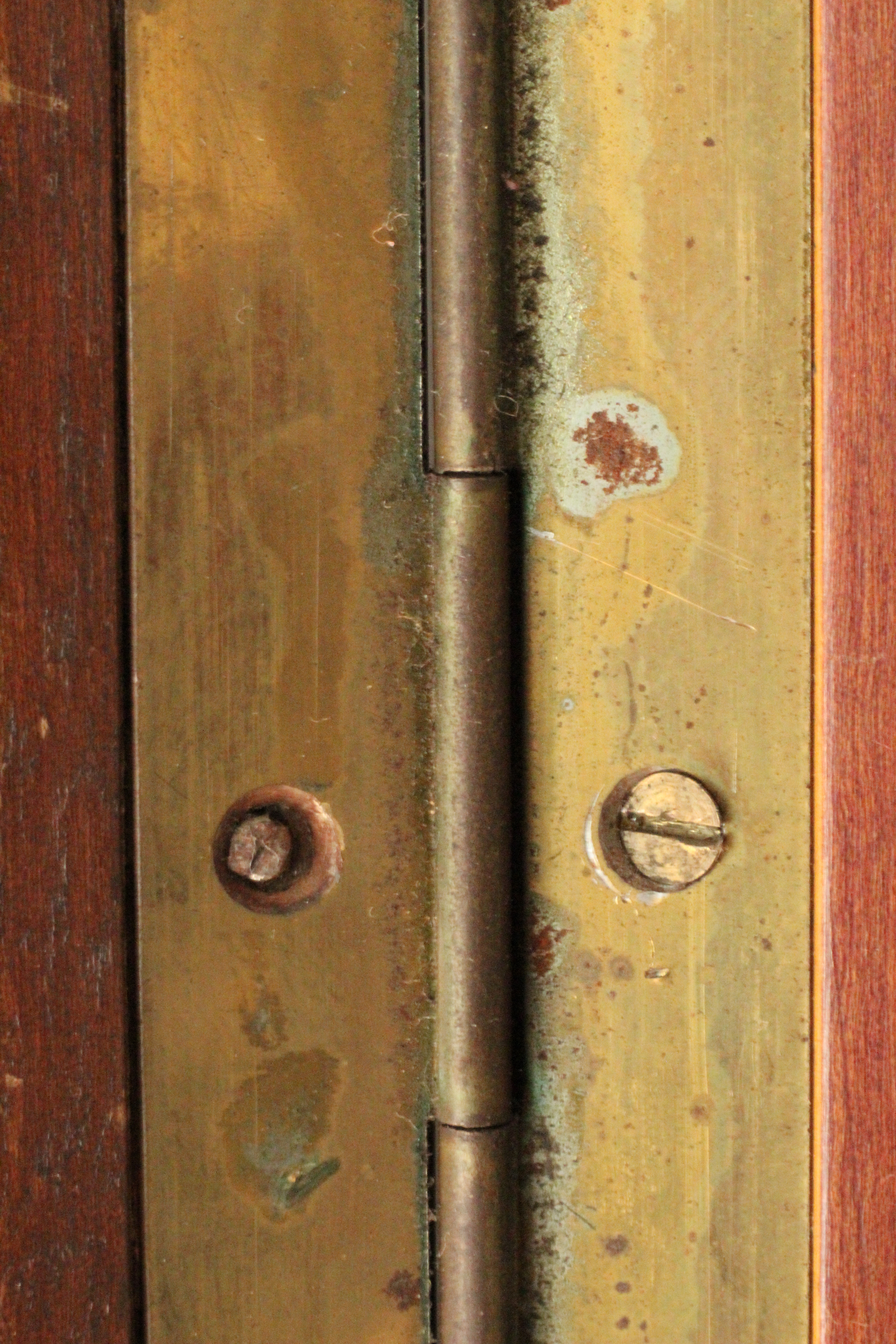
Klavierband aus vermessingtem Stahlblech

#### Stangenscharniere
Im Gegensatz zu den meisten anderen Scharnieren ist ein Stangenscharnier lang in Richtung seiner Drehachse und schmal in der anderen Richtung.
Ein Klavierband besteht aus zwei dünnen Blechstreifen, die entlang einer Längsseite wechselseitig um die mittige Drehachse gerollt sind und somit eine Aneinanderreihung von Drehgelenken bilden.
Neben der namensgebenden Verwendung als langes Scharnierband an Tastaturdeckeln von Klavieren und Flügeln wurde es häufig auch an Möbeltüren eingesetzt. Handelsüblich sind eine Breite von 16–180 mm aufgeklappt und eine Materialdicke von 0,7–3 mm. Es kann in jede beliebige Länge geschnitten werden; eine übliche Länge ist 3500 mm.
Heute werden auch Stangenscharniere aus zwei Aluminium-Strangpressprofilen zusammengesetzt, indem der lange, stabförmige Wulst eines Profils in die entsprechend geformte, konkave Aussparung des anderen Profils geschoben wird. Dieser Hohlraum umschließt den Wulst nur über etwas mehr als die Hälfte seines Umfangs, so dass dieser einerseits gehalten wird und andererseits eine Drehbewegung um bis zu 120 Grad ausführen kann. Es ergibt sich ein durchgehendes, linienförmiges Drehgelenk.
Bei einer anderen Bauform werden zwei Aluminiumprofile beidseitig über ein Elastomer-Band geschoben und mit diesem verbunden (z. B. verklemmt), so dass das elastische Kunststoffband wie beim Filmscharnier als bewegliche Verbindung zwischen den beiden Schienen des Stangenscharniers fungiert. Vorteilhaft ist diese Bauform, wenn das Scharnier zugleich als Dichtung dient oder ein leichtes Rückfedern des Scharniers erwünscht ist, wie etwa bei Scharnieren von Falttüren.

#### Laschenscharniere
Eine bewegliche Verbindung zwischen einer Blechdose und dem dazugehörigen Deckel wird häufig über ein Stangenscharnier hergestellt. Beim Ausstanzen der Blechteile werden zu diesem Zweck zwei oder mehr Laschen vorgesehen, die aus einem Blechteil hervorstehen und in entsprechende Aussparungen des benachbarten Blechs gesteckt und zu einer Rolle umgebogen werden. Die zylindrisch gebogenen Laschen fungieren nun als Scharnier und ermöglichen das Aufschlagen des Deckels.

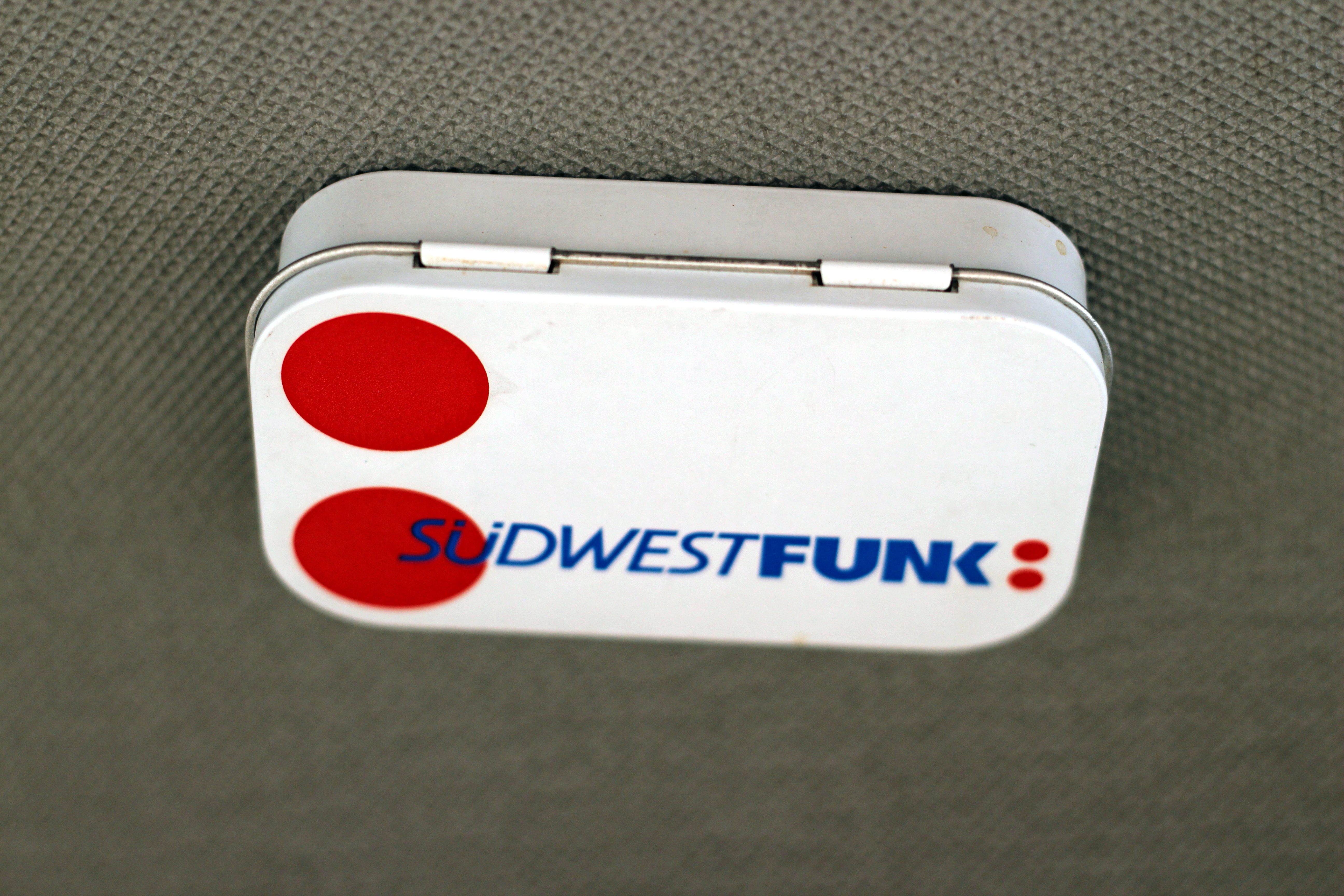
Blechdose mit Laschenscharnier
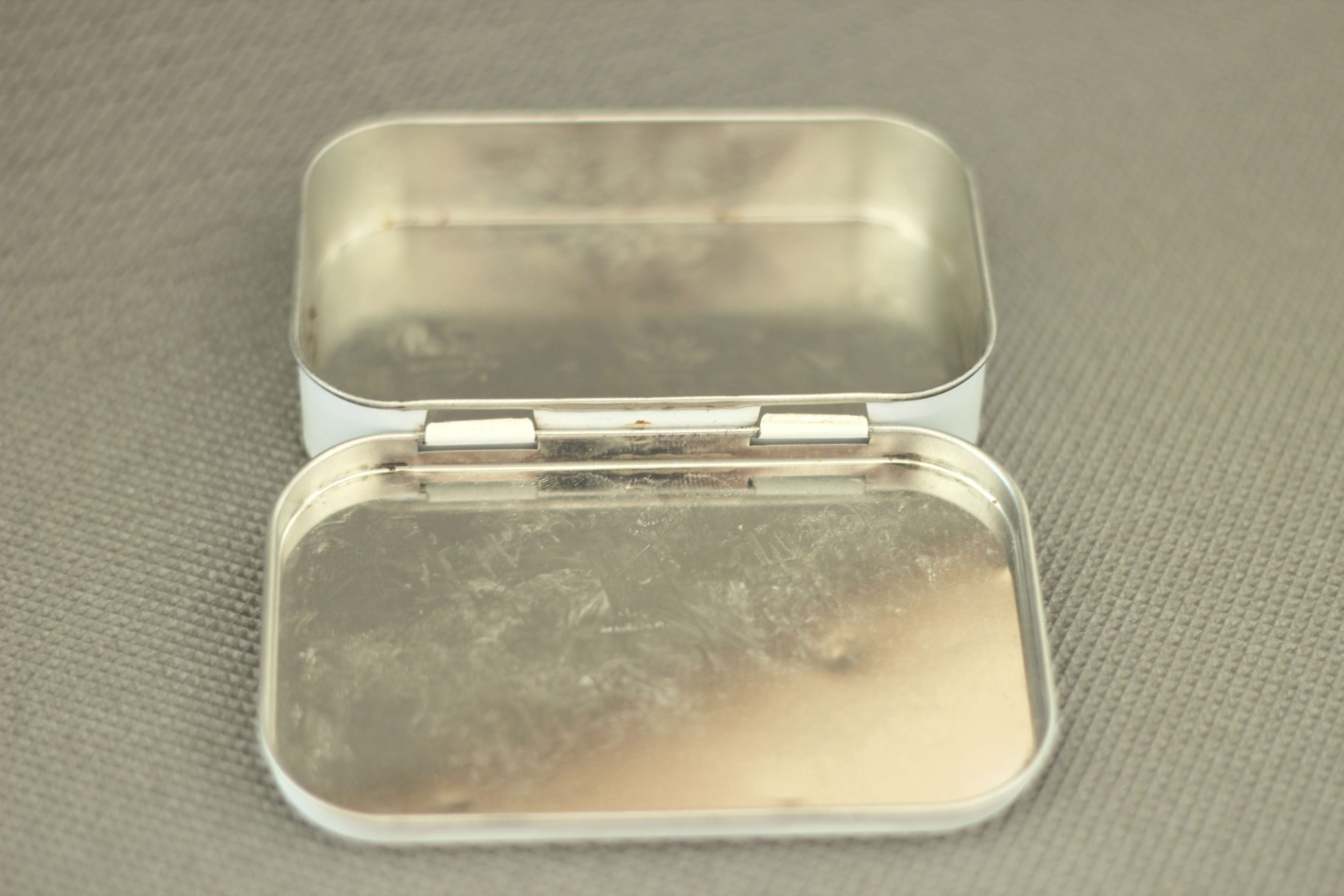
Blechdose, aufgeklappt
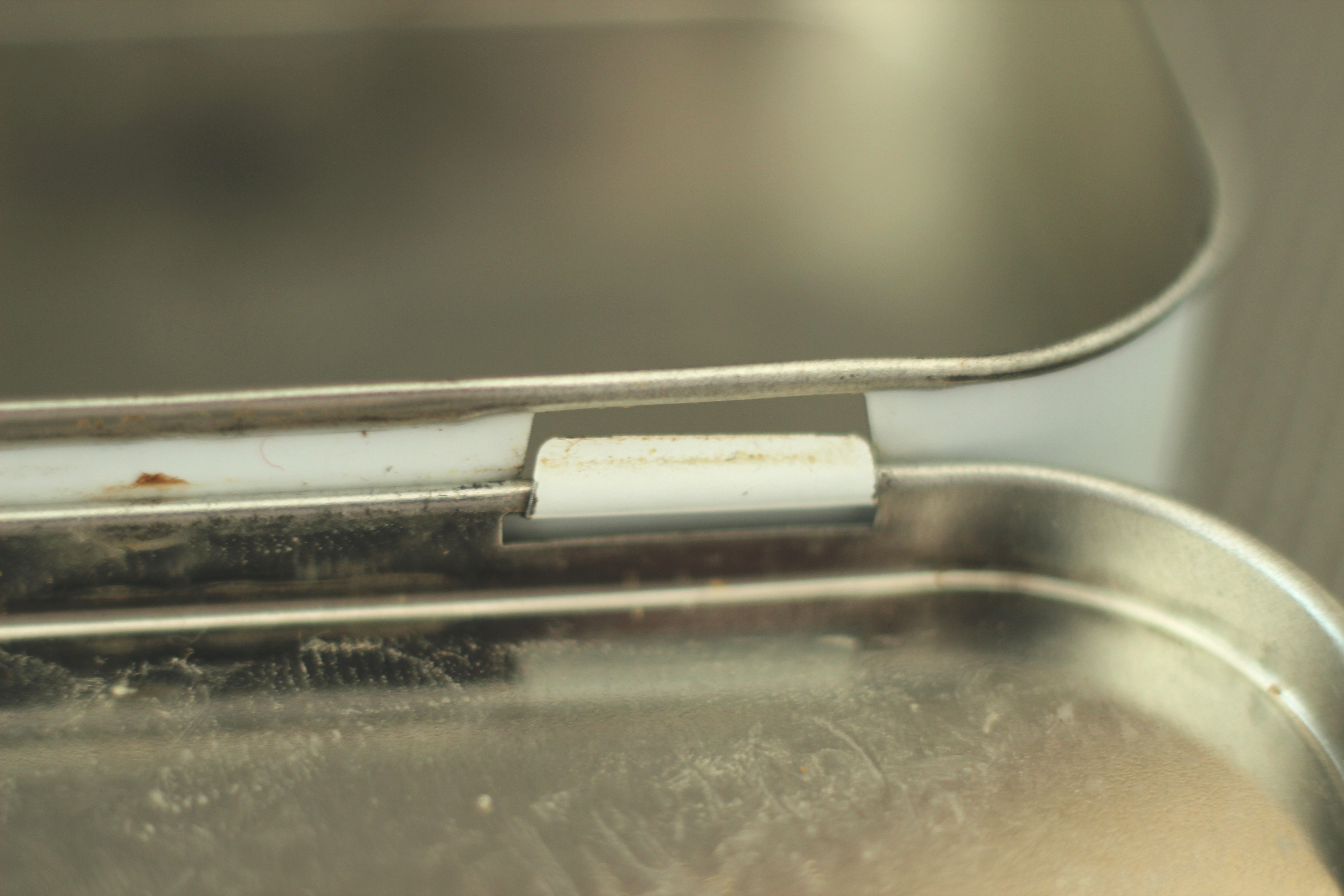
Laschenscharnier-Detail, Dose offen
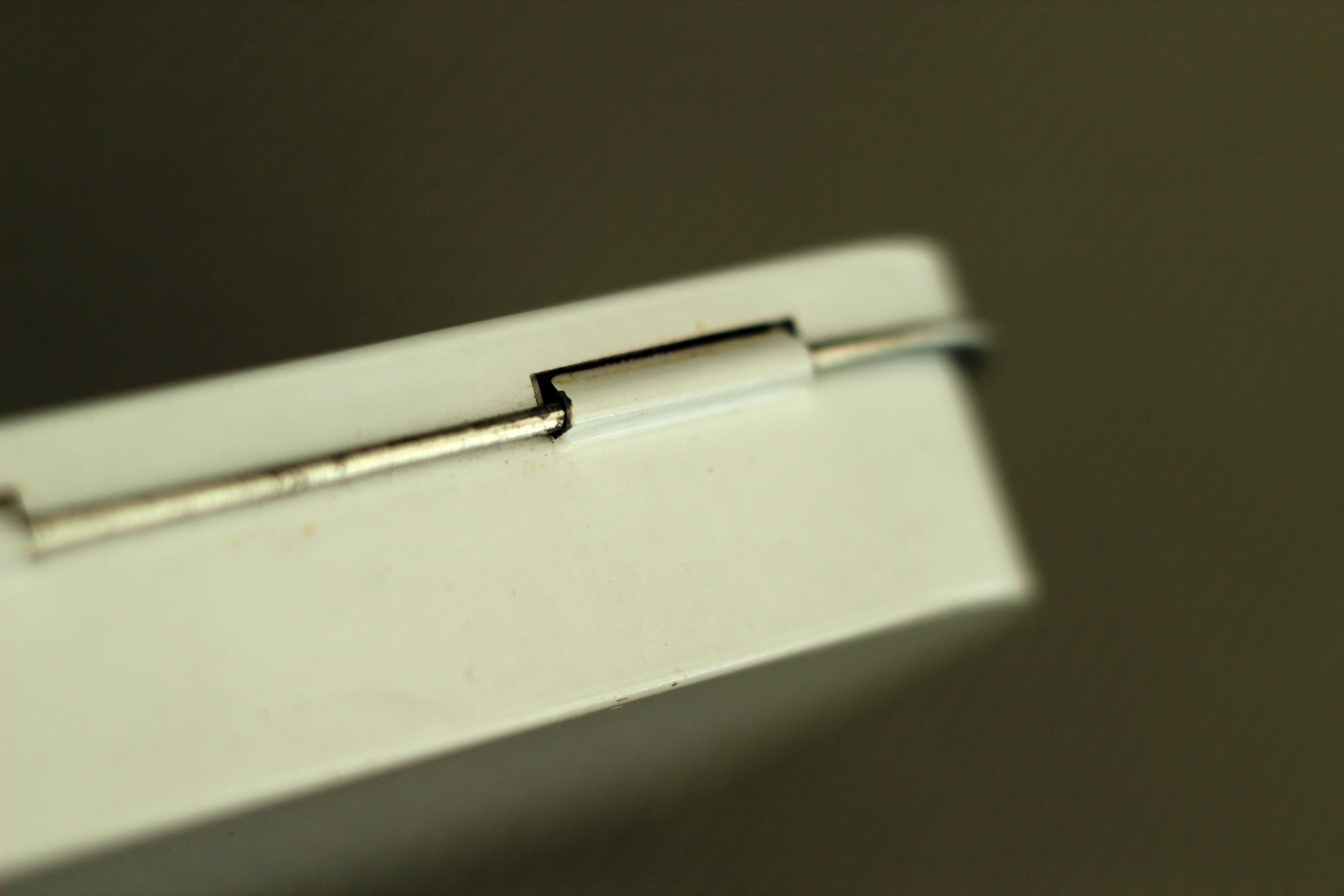
Detail, Dose geschlossen

### Topfscharniere, Topfbänder
Soll ein Scharnier bei geschlossener Tür nicht sichtbar sein, muss seine Drehachse (Gelenk) im Türblatt versenkt angeordnet werden (siehe 1 im Bild). Um das Gelenk innerhalb des Türblatts unterbringen zu können, wurden Topfscharniere entwickelt. Diese besitzen an einem oder an beiden Befestigungspunkten einen zylindrischen Napf, den Topf, der in eine entsprechende Aussparung im Türblatt eingefügt wird, die zuvor mit einem Fräskopf oder einem Forstnerbohrer eingesenkt wurde. Diese Befestigungsart ermöglicht eine einfache Montage und ergibt eine solide Verbindung des Scharniers in den weit verbreiteten, wenig zugfesten Spanplattentüren. Topfbänder werden darum auch dann eingesetzt, wenn es nicht auf die verdeckte Lage des Gelenks ankommt.
Verdeckte Eingelenk-Topfscharniere haben den Nachteil, dass relativ große Spalte zwischen Tür und Korpus (bzw. zum benachbarten Möbelstück) in Kauf genommen werden müssen, um eine freie Kreisbewegung der Kanten des Türblatt zu erlauben (siehe 1a und 1b im Bild). Durch Türen mit geringerer Stärke (gegenüber dem Korpus) oder mit abgerundeten Kanten (siehe 2 und 3 im Bild) können kleinere Spalte erreicht werden. Eine bessere Lösung erlauben Mehrgelenk-Topfscharniere.
Wenn nur von Topfscharnieren die Rede ist, sind Mehrgelenk-Topfscharniere gemeint. Auf andere Arten von Topfscharnieren wird durch Zusatzangaben hingewiesen (z. B. Eingelenk-Topfscharnier).
Ein Topfscharnier wird auch als Topfband bezeichnet. Am Korpus des Möbelstückes wird die Grundplatte befestigt, mit welcher der sogenannte Hebel durch Verschraubung oder eine Schnellbefestigung (beispielsweise Clipmechanik) verbunden wird. In der Tür wird der Topf in einer flachen Topfbohrung mit großem Durchmesser befestigt. Diese beiden Teile sind durch den Bandarm verbunden. Im Bandarm befindet sich meist eine Feder zum Schließen der Möbeltür.
Die Topfbohrung hat gewöhnlich einen Durchmesser von 35 mm. 40 mm, 32 mm und 26 mm kommen auch vor. Auf der Grundplatte befinden sich neben dem Topf häufig zwei Löcher mit 3 bis 8 mm Durchmesser zum Anschrauben der Platte. Der Abstand des Hebels von der Grundplatte kann meist über Verstellschrauben justiert werden, um die Möbeltür horizontal auszurichten. Wenn die Hebel durch Schnappverschlüsse an der Grundplatte befestigt werden, können die Türblätter schnell ein- und ausgehängt werden. Nur wenige andere Scharniere und Bänder können wie Topfscharniere in allen drei Achsen justiert werden.
Auch bei Topfscharnieren wird die Kröpfung angegeben. Jedoch wird diese nicht durch Großbuchstaben, sondern durch eine Millimeterangabe definiert. Unter Kröpfung wird hier verstanden, dass die Bandbefestigung am Hebel einen größeren Abstand zur Grundplatte aufweist als bei einem für einen aufliegenden Eckanschlag geeigneten Topfscharnier, dessen Kröpfung mit 0 mm festgelegt ist. Typische Werte sind Kröpfungen von 10 mm und 16,5 mm. Schematisch ist das im Bild dargestellt. Gekröpfte Topfscharniere können für aufliegende (vor den Korpus schlagende) Mittenanschläge und einliegende (in den Korpus schlagende) Eckanschläge verwendet werden. Die Einstellung der Fugenbreite und der Auflage erfolgt mit einem Untersetzstück (Distanz genannt, kann ggf. weggelassen werden) in Verbindung mit der Justiermöglichkeit am Hebel.
Topfbänder unterscheiden sich im maximal möglichen Öffnungswinkel, der Entfernung der Grundplatte zum Topf und der Befestigungsart. Varianten sind die sogenannten Push-Bänder, die durch eine spezielle Feder das automatische Öffnen der Tür erlauben, sowie Silentia-Bänder, die durch eine Dämpfung im Inneren verhindern, dass die Tür beim Schließen an den Rahmen schlägt.

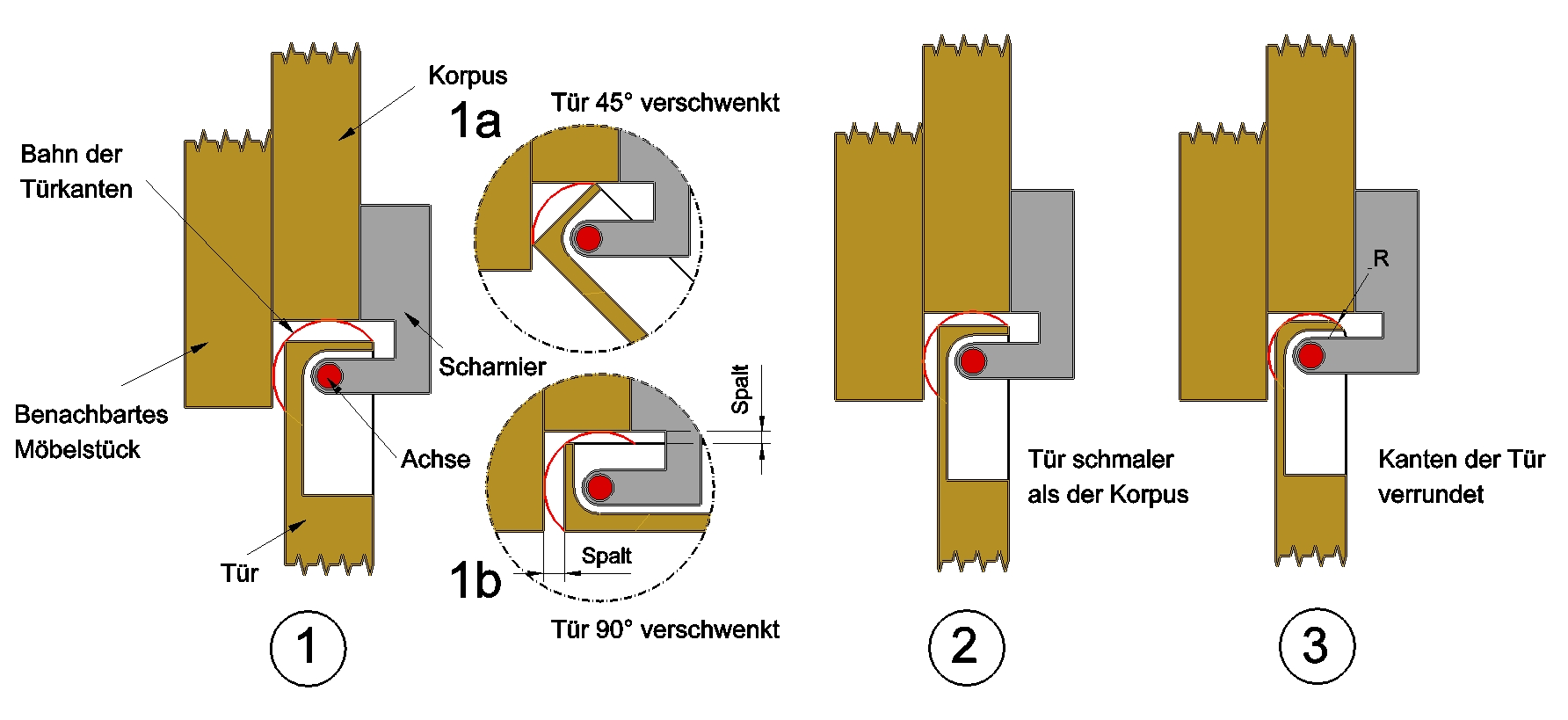
Prinzip eines verdeckten Scharniers
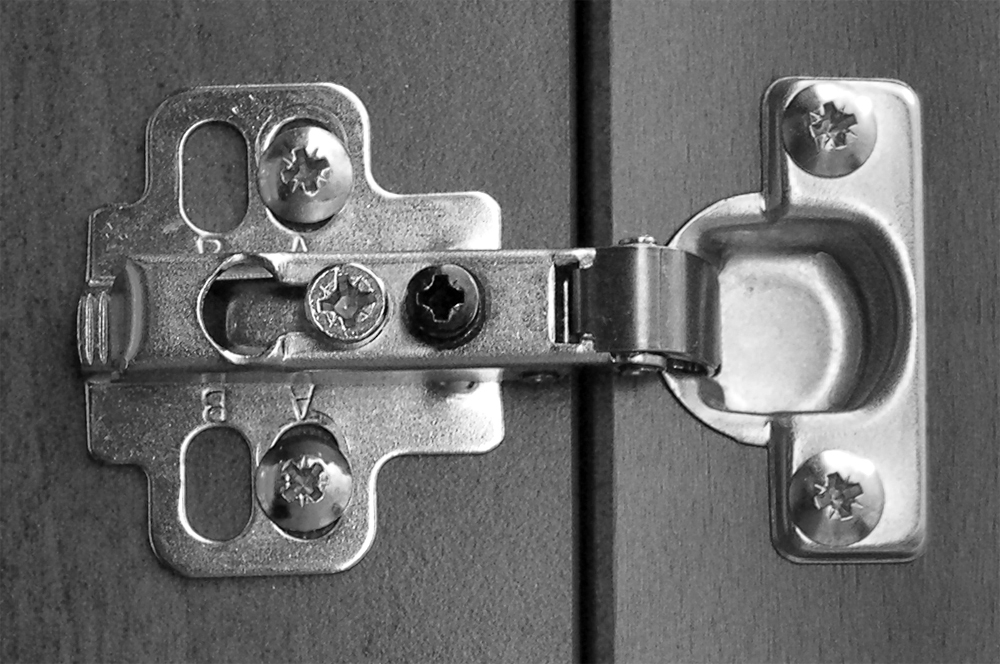
Mehrgelenk-Topfscharnier, in drei Achsen verstellbar
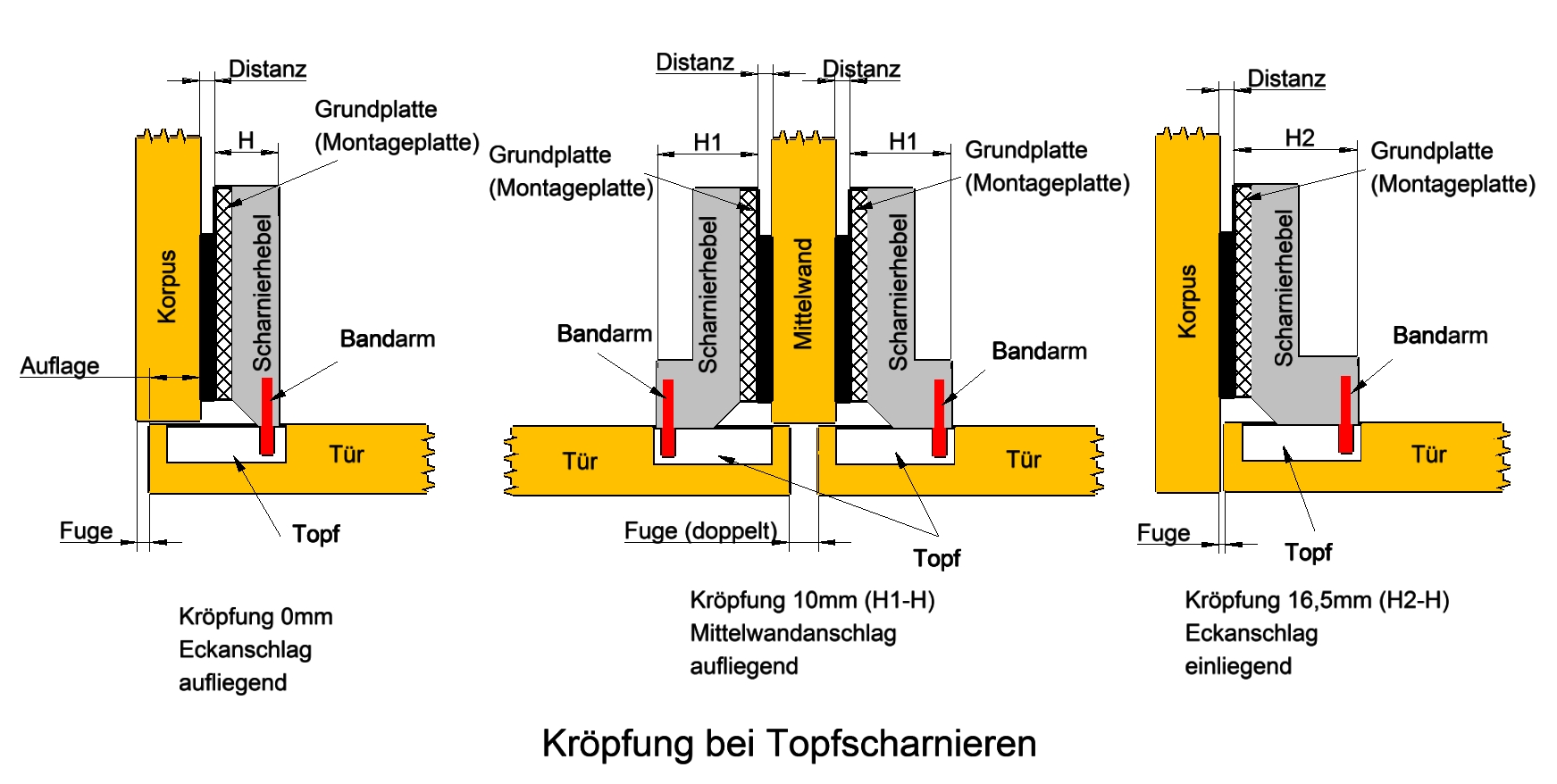
Kröpfung bei Topfscharnieren

### Filmscharniere
Behälter und andere Gegenstände aus Kunststoff werden gelegentlich mit Filmscharnieren versehen, die ohne Lager mit aufeinander gleitenden Teilen auskommen, die einteilig mit den beiden zu verbindenden Elementen ausgebildet sind. Solche Scharniere bestehen im Wesentlichen aus einer dünnwandigen Verbindung, oft in Form eines Falzes, die durch ihre Biegsamkeit eine Drehung der verbundenen Teile ermöglicht. Filmscharniere gehen in der Regel mit Wanddickensprüngen einher, sollten aber für den Schmelzfluss und die Spannungsverteilung ebenfalls sanfte Übergänge erhalten. Ein gerne verwendetes Material ist Polypropylen wegen seiner hohen Verschleißbeständigkeit. Filmscharniere sind nur begrenzt belastbar; insbesondere Scherung und verstärkte Belastung der Scharnierenden führen zu Bruch bzw. Riss. Aufgrund ihres Prinzips sind Filmscharniere äußerst kostengünstig in der Herstellung, jedoch bei Defekten nicht austauschbar, wenn sie im Verbund mit dem Grundkörper hergestellt wurden.
Weit verbreitet sind Filmscharniere bei Vorratsbehältern in Küche und Haushalt. Bekannt ist beispielsweise das Filmscharnier am Deckel der Tic-Tac-Verpackung oder an Eierkartons.
Rein technisch können Filmscharniere den Festkörpergelenken bzw. Federgelenken zugeordnet werden.

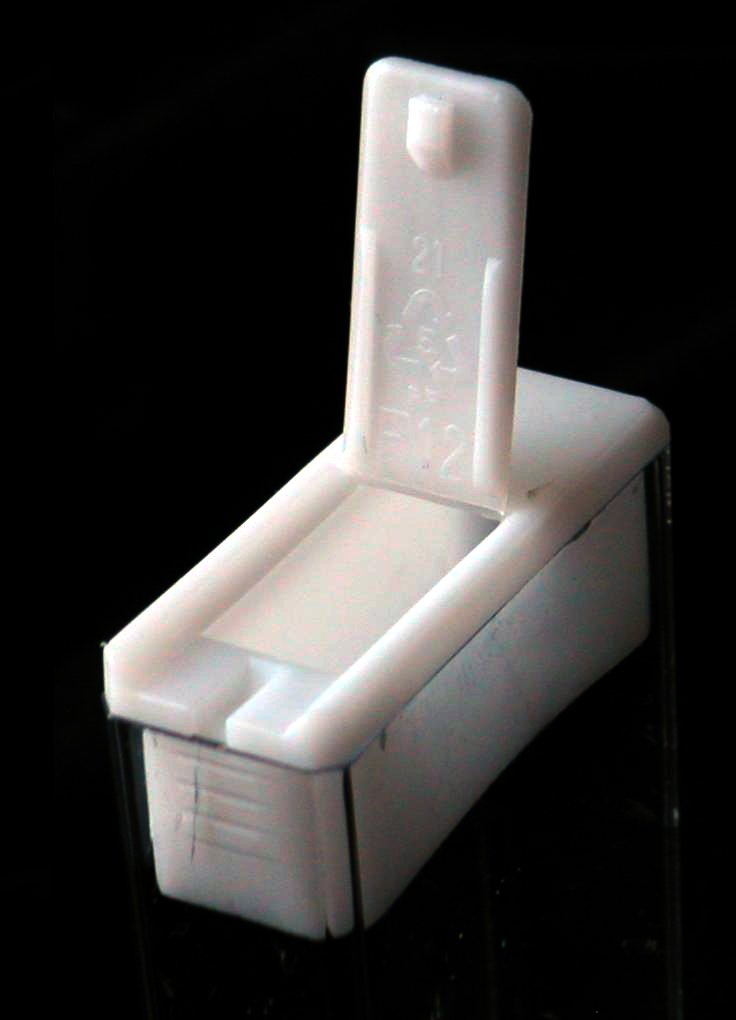
Tic-Tac-Verpackung
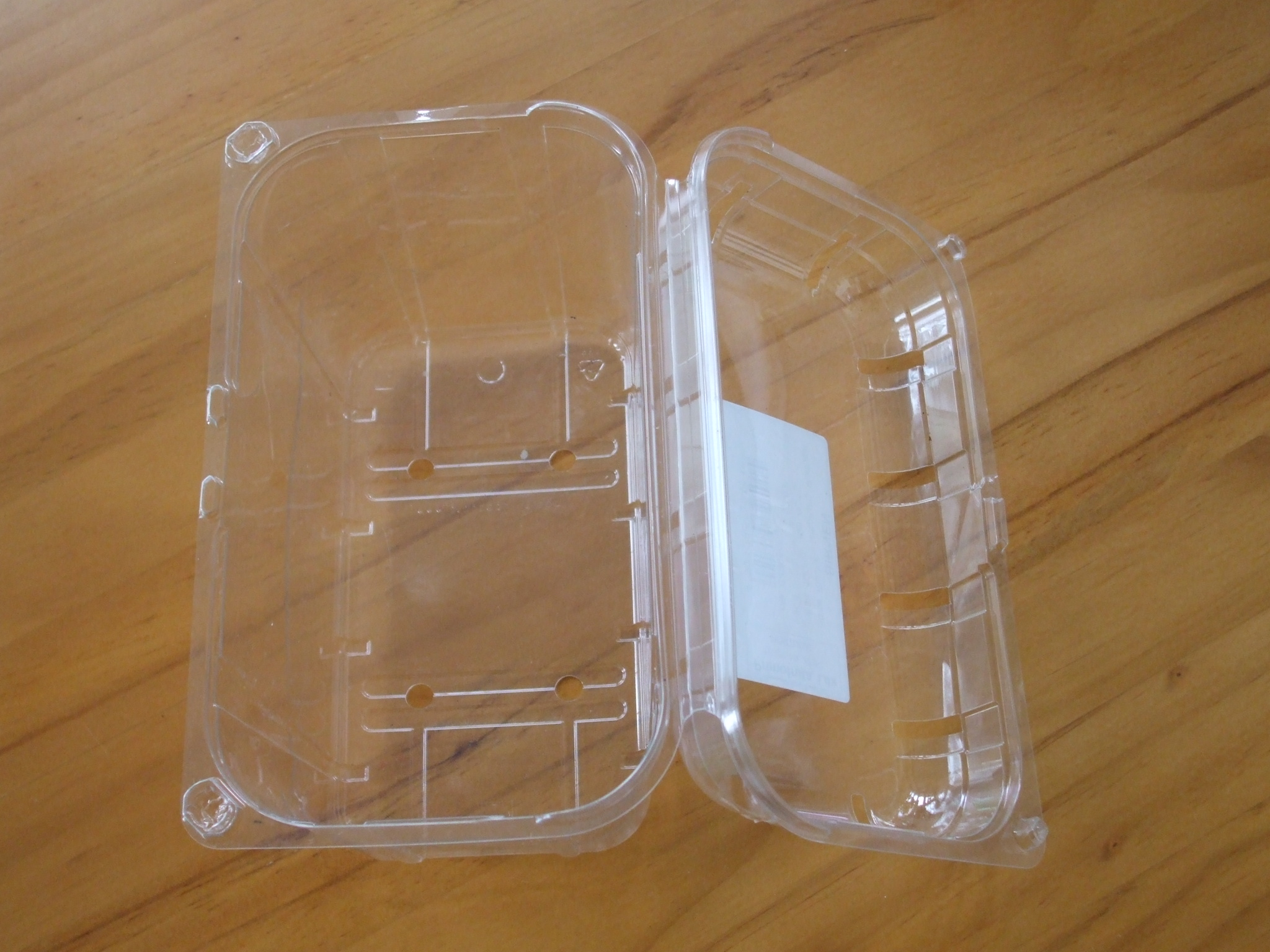
Filmscharnier an einer PET-Box
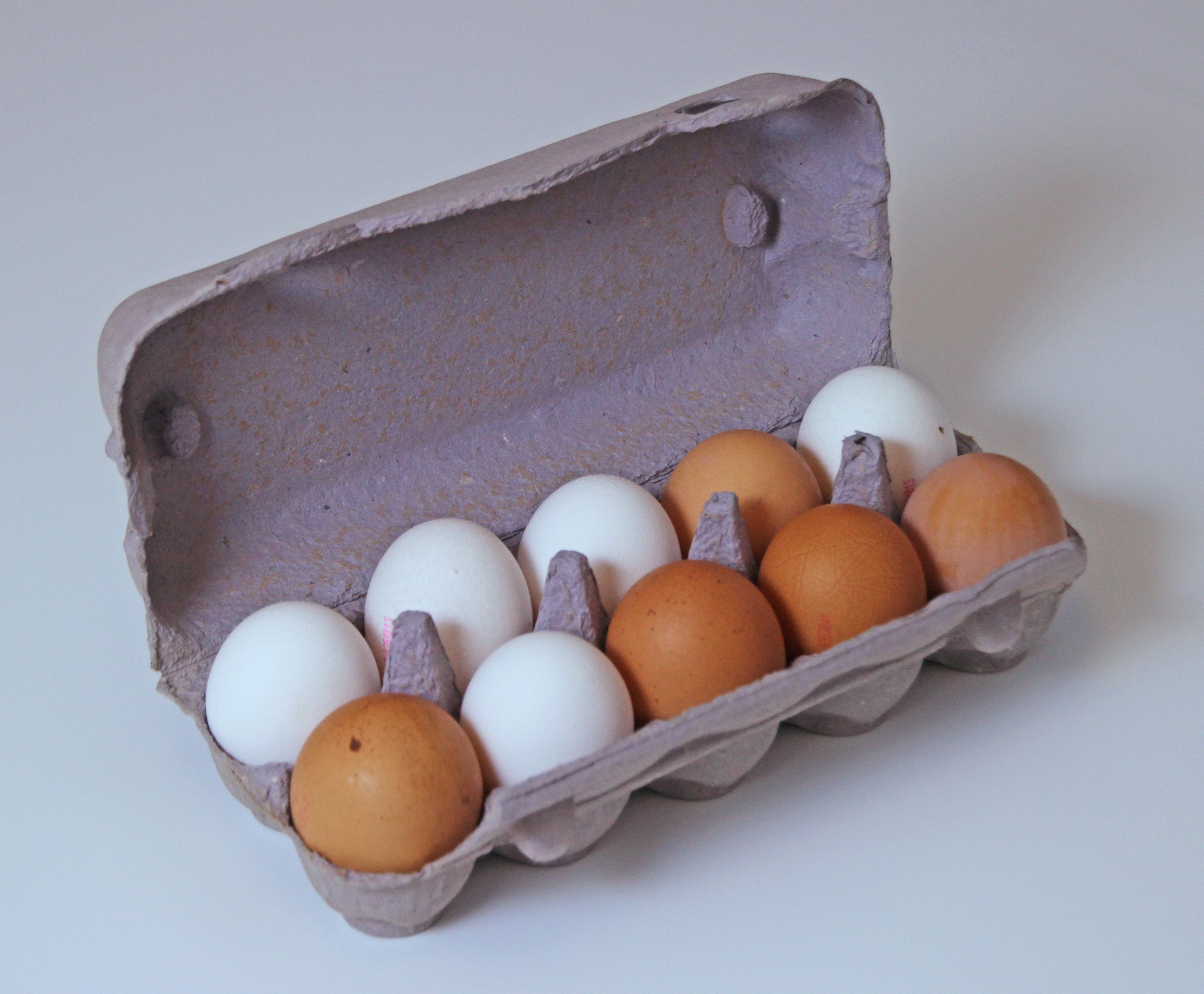
Eierkarton

### Mehrgelenkscharniere

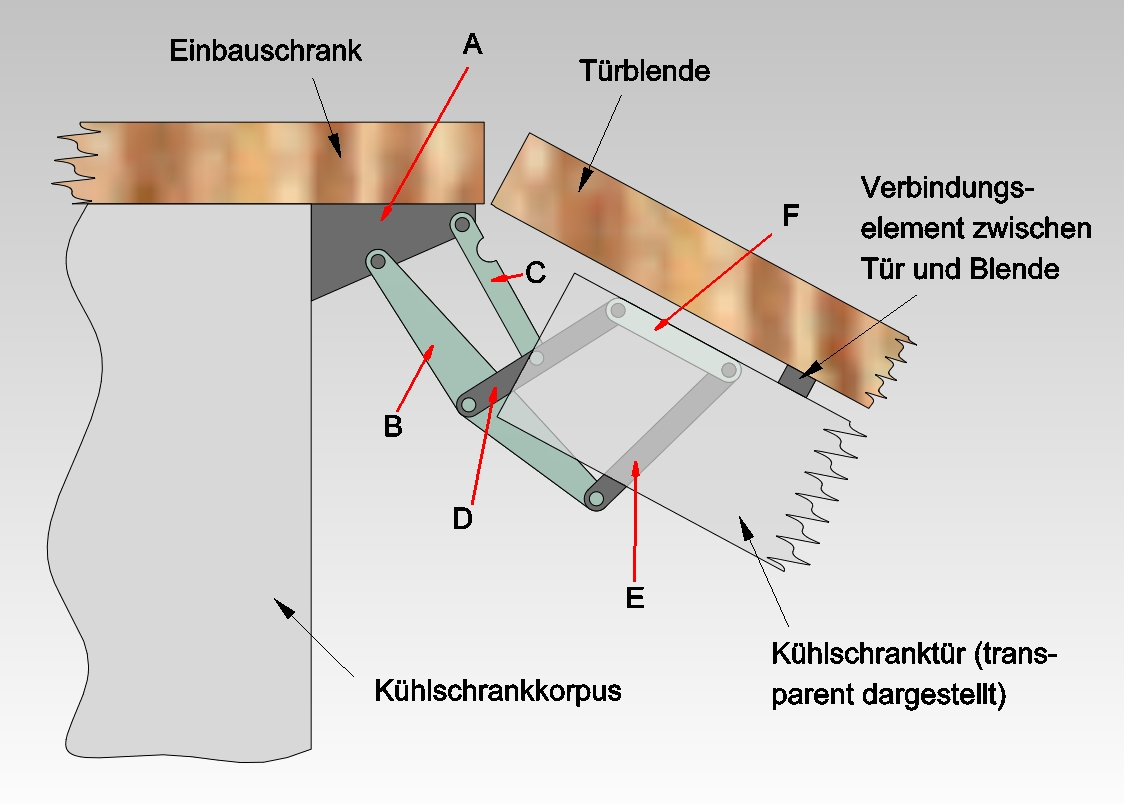
Mehrgelenkscharnier für einen Einbaukühlschrank
Mehrgelenkscharnier (Animation)
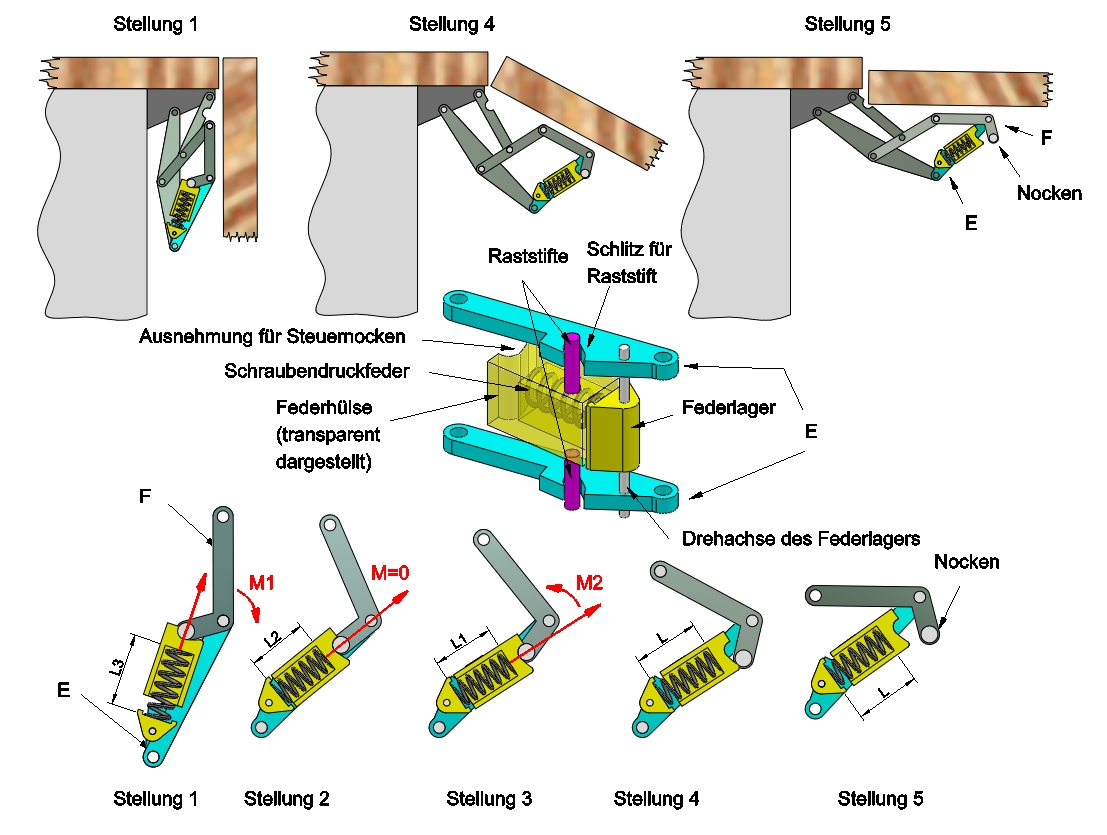
Erzeugung von Schließ- und Zuhaltekraft mit einer Druckfeder
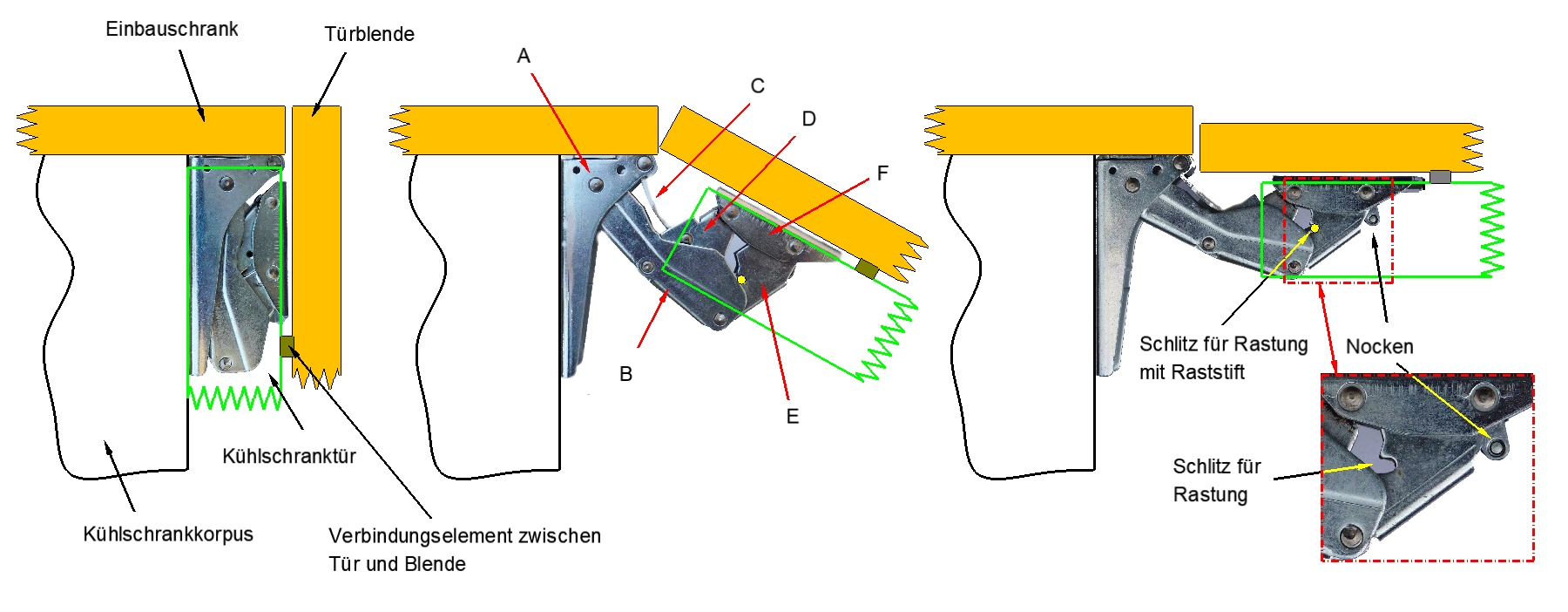
Handelsübliches Mehrgelenkscharnier für einen Einbaukühlschrank

Scharniere mit besonderen Anforderungen an die Bewegungsbahn der befestigten Teile werden meist als Mehrgelenkscharniere (in Form eines Koppelgetriebes bzw. genauer Führungsgetriebes) ausgeführt. Mehrere Achsen (Gelenke) sind mit sogenannten Getriebegliedern miteinander verbunden. Am sogenannten Gestell (z. B. Möbelkorpus oder Türrahmen) sind (meist) zwei feste Achsen angebracht, während die übrigen Achsen des Scharniers beim Öffnen ihre Lage verändern.
Mehrgelenkscharniere ermöglichen es, dass Möbeltüren in Ruhestellung einen Abstand von nur wenigen Millimetern zur Nachbartür aufweisen, am Korpus anliegen und zugleich beim Öffnen nach außen schlagen, ohne mit der benachbarten Möbeltür zu kollidieren.
Als Beispiel ist in den obenstehenden Bildern ein Mehrgelenkscharnier für die Tür eines Einbaukühlschranks dargestellt. Das Scharnier ist an der Möbelfront nicht sichtbar und liegt hinter der Türblende verborgen.
Das Scharnier besteht aus den Getriebegliedern A bis F. Das Getriebeglied A ist mit seinen zwei Achsen am Kühlschrankkorpus (Gestell) befestigt, während die Kühlschranktür (und die an ihr befestigte Blende) mit dem Getriebeglied F verbunden ist. Die Kanten von Tür und Blende bewegen sich auf verschiedenen (in der Animation dargestellten) Kreisbahnen um die gedachten (also real nicht vorhandenen) Achsen A1 und A2. Das Scharnier hätte prinzipiell auch so ausgelegt werden können, dass die Kanten sich auf von der Kreisbahn abweichenden Bahnen bewegen.
Oft enthalten Mehrgelenkscharniere Druck-, Blatt- oder Schenkelfedern, um Schließ- bzw. Zuhaltekräfte zu erzeugen. Oft werden auch Dämpfungen eingebaut. 
Bei nach oben oder unten öffnenden Klappen wird die Dämpfung zweckmäßig mit einer ausreichend starken Feder kombiniert, um ein leichtes Öffnen bzw. Schließen sowie das Halten der Klappe in beliebiger Stellung zu ermöglichen.
 Sowohl gedämpfte wie auch federbelastete Scharniere werden im Handel gelegentlics als Druckscharnier bezeichnet.
Bei dem in den Bildern gezeigten Kühlschrankscharnier ist das Getriebeglied E (real als U-Profil gestaltet) mit einem um eine Achse drehbaren Federlager versehen, das in nicht dargestellter Weise eine verschiebbare Federhülse führt, in der eine vorgespannte Druckfeder angeordnet ist. Raststifte der Federhülse greifen in bestimmter Stellung des Getriebes in schräge Schlitze des Getriebegliedes E ein, wodurch ein Entspannung der Feder verhindert wird (Rastposition). Die Federhülse ist mit einer Ausnehmung versehen, mit dem ein am Getriebeglied F angebrachter Nocken zusammenwirkt.
In der Stellung 1 drückt die Druckfeder über die Federhülse auf den Nocken, so dass sich ein Drehmoment M1 ergibt, das die Tür zuhält (die Federkraft versucht, die Glieder F und E aufzuspreizen). Die Tür muss gegen dieses Moment geöffnet werden, wobei die Feder weiter gespannt wird (Verkürzung der Federlänge von L3 auf L2 in Stellung 2). In Stellung 2 wird kein Moment mehr ausgeübt. Nachdem dies Stellung überwunden ist, erzeugt die Druckfeder ein Moment M2, das die Türöffnung unterstützt. In Stellung 4 hat der Steuernocken die Federhülse in die durch die Schlitze im Getriebeglied E definierte Raststellung überführt und verlässt die Federhülse. Es wird keine Federkraft mehr auf das Getriebeglied F bis in die Stellung 5 ausgeübt. Beim Schließen der Tür muss bis zur Stellung 2 das Moment M2 überwunden werden (Verkürzung der Feder von L auf L1). Danach schließt die Tür selbsttätig. Beim Einschwenken des Nockens in die Federhülse verhindern die in den Schlitzen anliegenden Raststifte, dass die Federhülse zur Seite weggedrückt wird.

Mehrgelenk-Topfscharnier (Animation)
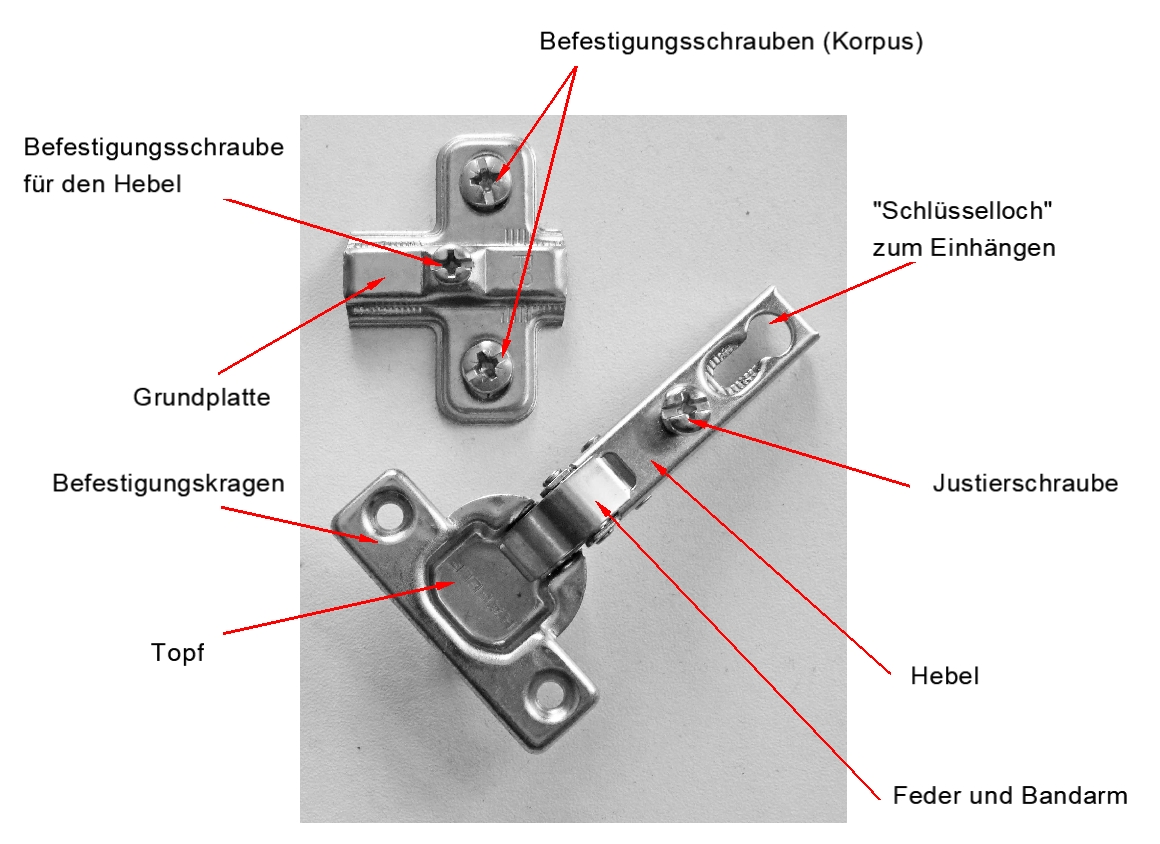
Topfscharnier (Bestandteile)
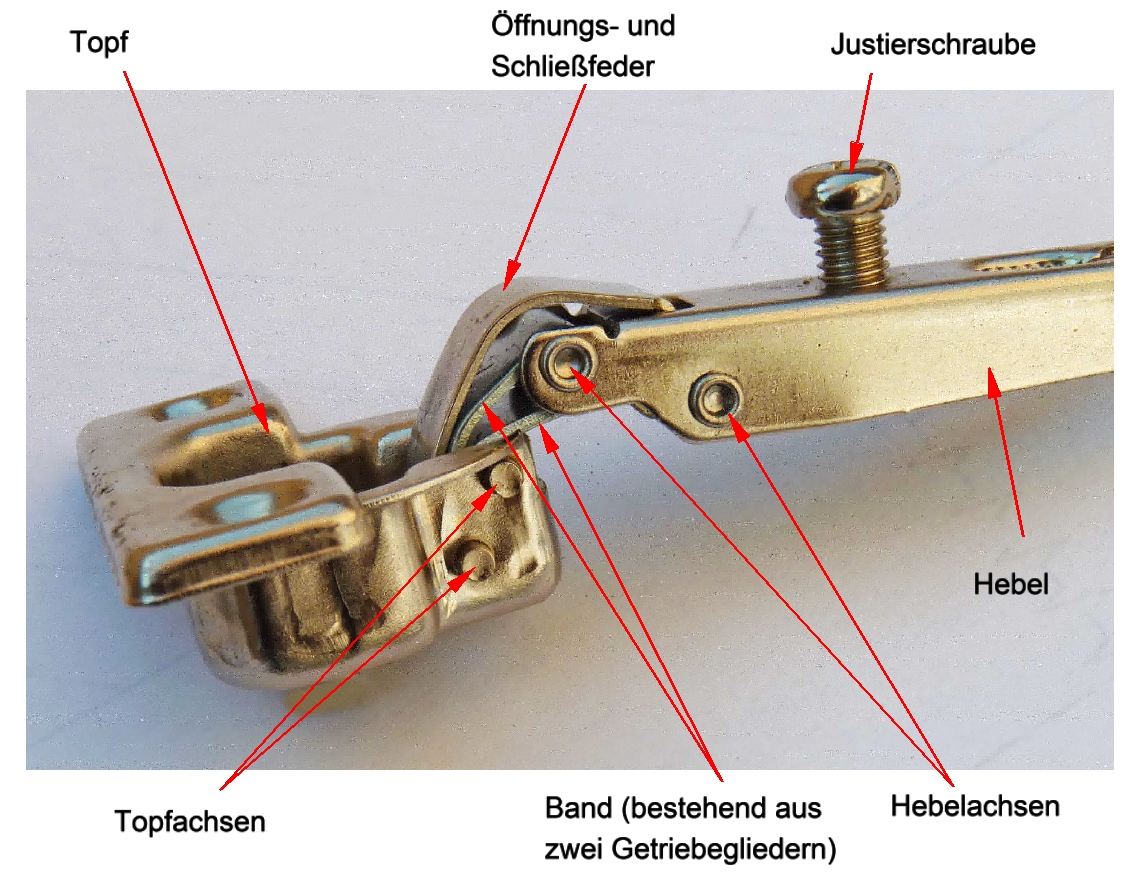
Topfscharnier (Einzelheiten)
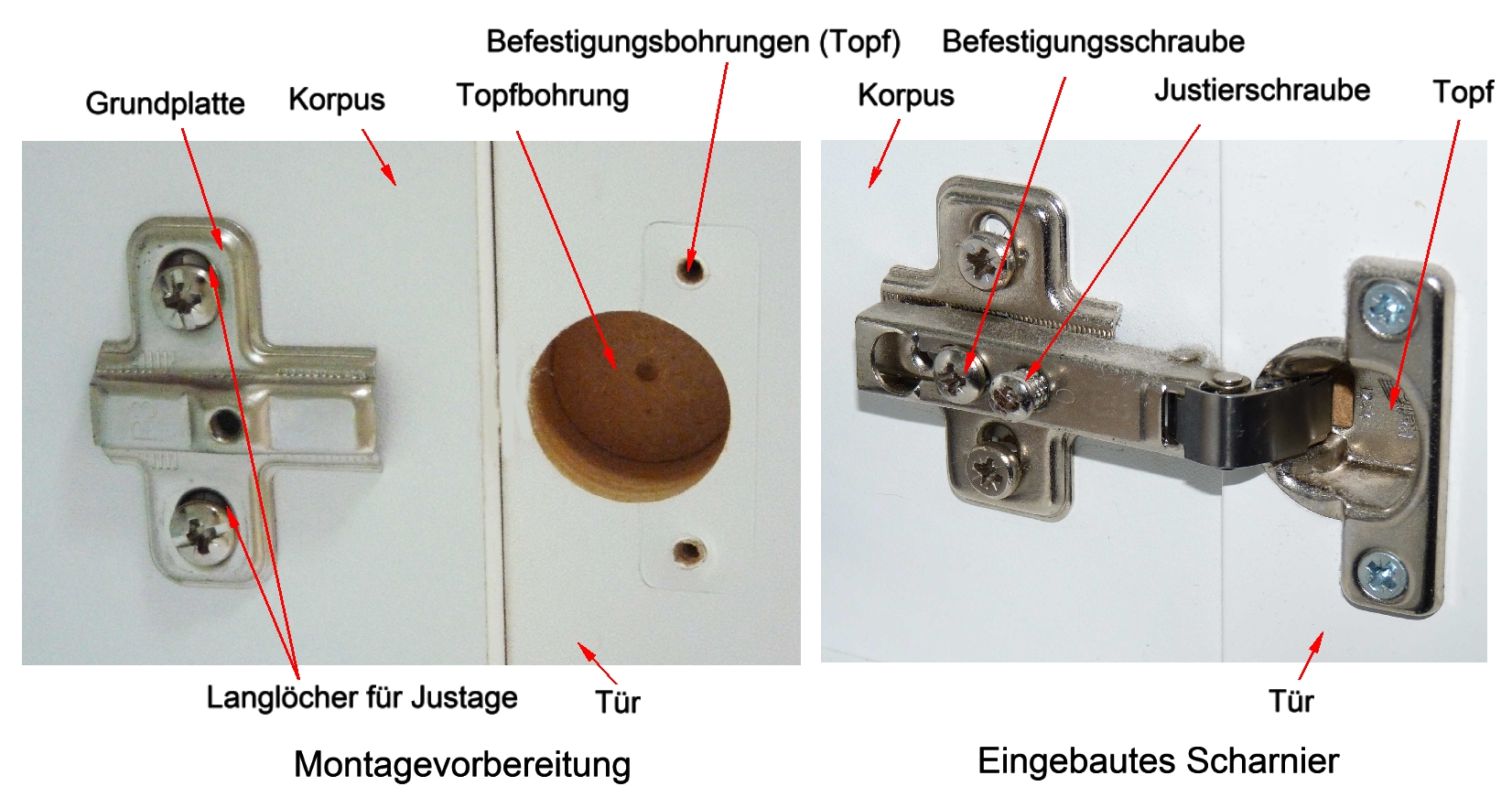
Topfscharnier (Montage)
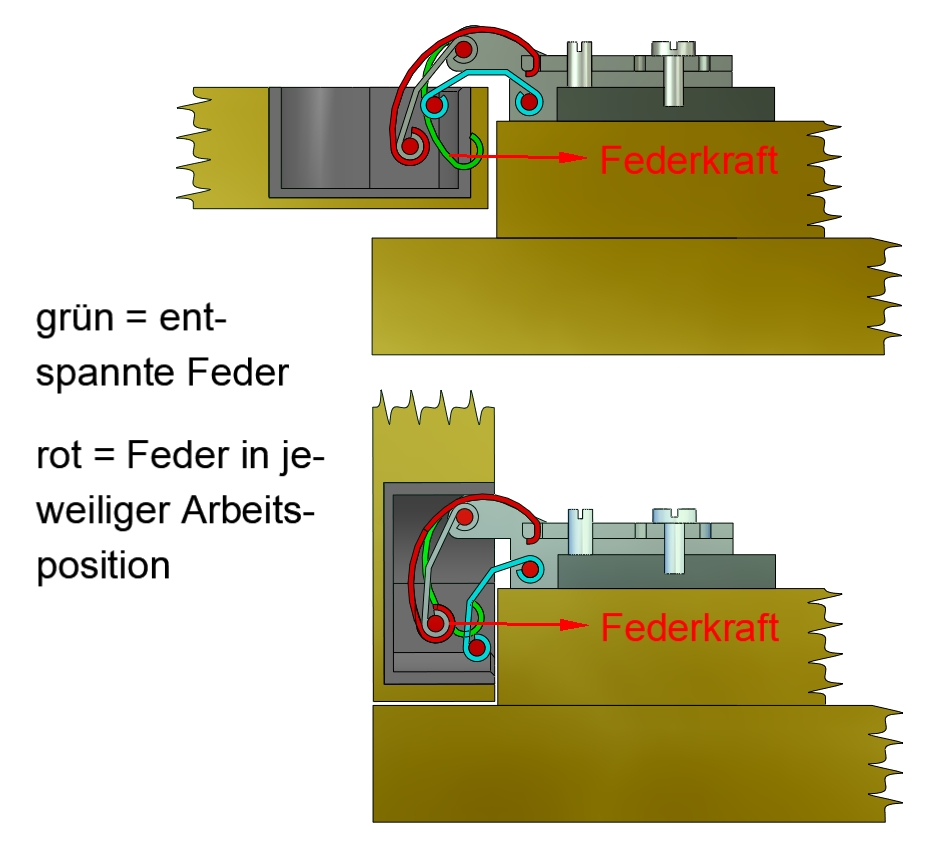
Topfscharnier (Kräfte beim Öffnen und Schließen)
Kreuzscharnier (Prinzip)
Verdecktes Viergelenkscharnier (Prinzip)

 Als weiteres Beispiel für ein Mehrgelenkscharnier ist ein Topfscharnier aufgeführt (siehe Bilder). Topfscharniere sind meist Viergelenk-Scharniere. Sie finden Anwendung im Möbelbau. Zwei Gelenke (Achsen) sind im Topf, zwei andere am Hebel angeordnet. Hebel (Gestell) und Topf stellen also jeweils ein Getriebeglied dar. Die beiden anderen Getriebeglieder (als Band bezeichnet) verbinden die Achsen von Topf und Hebel.
Topfscharniere ermöglichen die verdeckte Montage am Möbelstück (siehe oben). Die Konstruktionsvarianten sind mannigfaltig. Die Achsengelenke werden teilweise durch Federgelenke (Festkörpergelenke) ersetzt.
Prinzipiell lassen sich mit Topfscharnieren beliebig schmale Fugen realisieren, da es bei Türbewegung auf Grund der (nicht kreisförmigen) Bahnkurven der Kanten zu keiner Kollision der Türkanten mit benachbarten Möbelstücken oder -teilen kommt (vgl. Animation). Die Hersteller geben in den Datenblättern jedoch Mindestfugenbreiten an.
Die Erzeugung von Schließkräften mit Federn ist üblich. Im Beispiel erfolgt dies mit einer Blattfeder, die am Hebel und an einer Topfachse verhakt ist, wodurch sie unter Vorspannung steht. Bei geschlossener Tür wird so auf die Viergelenkanordnung eine Kraft ausgeübt, die die Tür geschlossen hält. Die Tür muss gegen das von dieser Kraft ausgeübte Drehmoment geöffnet werden. Ab einem bestimmten Öffnungswinkel ändert sich die Wirkrichtung der Federkraft auf das Viergelenk und unterstützt nun die Öffnung bzw. hält die am Anschlag liegende Tür offen. Beim Schließen der Tür muss nun zunächst wieder ein Drehmoment aufgebracht werden, bevor ab einem bestimmten Öffnungswinkel die Tür selbsttätig schließt. 
 Wie Topfscharniere ermöglichen auch Kreuzscharniere die verdeckte Montage. Sie sind für stumpf schließende Türen gedacht. Im Bild ist das Funktionsprinzip dargestellt.
Es handelt sich um Fünfgelenk-Scharniere. Zwei Arme (Getriebeglieder) sind übereinander angeordnet. Von den fünf Gelenken sind zwei als sogenannte Schubgelenke ausgelegt. Dabei kann sich die Achse eines Getriebegliedes in einer Nut oder einem Langloch eines anderen Getriebegliedes bewegen. Die durch Langlöcher bzw. Nuten vorgegebenen Bahnen müssen nicht notwendigerweise geradlinig sein.
Meist werden für solche Scharniere zwei übereinander gesetzte Armpaare (also vier Arme) verwendet, die oft aus gestapelten Stanzteilen (preiswert zu fertigen) zusammengesetzt sind.
Alternativ können verdeckte Scharniere für stumpf schließende Türen auch als Viergelenkscharniere ausgelegt werden (siehe Bild).
Mehrgelenkscharniere sind neben dem Möbelbau auch in vielen anderen Bereichen (Fahrzeugbau, Bauwesen usw.) in den verschiedensten Formen weit verbreitet.